# Németország a 2008. évi nyári olimpiai játékokon
Németország a kínai Pekingben megrendezett 2008. évi nyári olimpiai játékok egyik részt vevő nemzete volt. Az országot az olimpián 30 sportágban 463 sportoló képviselte, akik összesen 41 érmet szereztek.

## Érmesek
| Érem  | Versenyző | Sportág       | Versenyszám                |
| ----- | --- | ------------- | -------------------------- |
| Arany | Ole Bischof | Cselgáncs     | Férfi váltósúly            |
| Arany | Nemzeti válogatott Philip Witte Maximilian Müller Sebastian Biederlack Carlos Nevado Moritz Fürste Jan-Marco Montag Tobias Hauke Tibor Weissenborn Benjamin Wess Niklas Meinert Timo Wess Oliver Korn Christoph Zeller Max Weinhold Matthias Witthaus Florian Keller Philipp Zeller                    | Gyeplabda     | Férfi                      |
| Arany | Alexander Grimm | Kajak-kenu    | Kajak egyes szlalom        |
| Arany | Martin Hollstein Andreas Ihle | Kajak-kenu    | Férfi kajak kettes 1000 m  |
| Arany | Fanny Fischer Nicole Reinhardt Katrin Wagner-Augustin Conny Wassmuth | Kajak-kenu    | Női kajak négyes 500 m     |
| Arany | Sabine Spitz | Kerékpározás  | Női terep-kerékpározás     |
| Arany | Hinrich Romeike | Lovaglás      | Lovastusa, egyéni          |
| Arany | Peter Thomsen Frank Ostholt Andreas Dibowski Ingrid Klimke Hinrich Romeike | Lovaglás      | Lovastusa, csapat          |
| Arany | Heike Kemmer Nadine Capellmann Isabell Werth | Lovaglás      | Díjlovaglás, csapat        |
| Arany | Lena Schöneborn | Öttusa        | Női egyéni                 |
| Arany | Matthias Steiner | Súlyemelés    | Férfi +105 kg              |
| Arany | Jan Frodeno | Triatlon      | Férfi                      |
| Arany | Britta Steffen | Úszás         | Női 50 m gyors             |
| Arany | Britta Steffen | Úszás         | Női 100 m gyors            |
| Arany | Benjamin Kleibrink | Vívás         | Férfi tőr, egyéni          |
| Arany | Britta Heidemann | Vívás         | Női párbajtőr, egyéni      |
| Ezüst | Christian Süss Dimitrij Ovtcharov Timo Boll | Asztalitenisz | Férfi csapat               |
| Ezüst | Mirko Englich | Birkózás      | Férfi kötöttfogás, 96 kg   |
| Ezüst | Annekatrin Thiele Christiane Huth | Evezés        | Női kétpárevezős           |
| Ezüst | Christian Gille Tomasz Wylenzek | Kajak-kenu    | Férfi kenu kettes 1000 m   |
| Ezüst | Ronald Rauhe Tim Wieskötter | Kajak-kenu    | Férfi kajak kettes 500 m   |
| Ezüst | Roger Kluge | Kerékpározás  | Férfi pontverseny          |
| Ezüst | Isabell Werth | Lovaglás      | Díjlovaglás, egyéni        |
| Ezüst | Patrick Hausding Sascha Klein | Műugrás       | Férfi szinkron toronyugrás |
| Ezüst | Ralf Schumann | Sportlövészet | Férfi gyorstüzelő pisztoly |
| Ezüst | Oksana Chusovitina | Torna         | Női ugrás                  |
| Bronz | Christina Obergföll | Atlétika      | Női gerelyhajítás          |
| Bronz | Britta Oppelt Manuela Lutze Kathrin Boron Stephanie Schiller | Evezés        | Női négypárevezős          |
| Bronz | Christian Gille Tomasz Wylenzek | Kajak-kenu    | Férfi kenu kettes 500 m    |
| Bronz | Lutz Altepost Norman Bröckl Torsten Eckbrett Björn Goldschmidt | Kajak-kenu    | Férfi kajak négyes 1000 m  |
| Bronz | Katrin Wagner-Augustin | Kajak-kenu    | Női kajak egyes 500 m      |
| Bronz | René Enders Maximilian Levy Stefan Nimke | Kerékpározás  | Férfi csapatsprint         |
| Bronz | Nemzeti válogatott Nadine Angerer Fatmire Bajramaj Melanie Behringer Linda Bresonik Kerstin Garefrekes Ariane Hingst Annike Krahn Simone Laudehr Renate Lingor Anja Mittag Célia Okoyino da Mbabi Babett Peter Conny Pohlers Birgit Prinz Sandra Smisek Kerstin Stegemann Saskia Bartusiak Ursula Holl | Labdarúgás    | Női                        |
| Bronz | Heike Kemmer | Lovaglás      | Díjlovaglás, egyéni        |
| Bronz | Ditte Kotzian Heike Fischer | Műugrás       | Férfi szinkron műugrás     |
| Bronz | Christian Reitz | Sportlövészet | Férfi gyorstüzelő pisztoly |
| Bronz | Munkhbayar Dorjsuren | Sportlövészet | Női sportpisztoly          |
| Bronz | Christine Brinker | Sportlövészet | Női skeet                  |
| Bronz | Fabian Hambüchen | Torna         | Férfi nyújtó               |
| Bronz | Thomas Lurz | Úszás         | Férfi 10 km nyílt vízi     |
| Bronz | Jan Peter Peckolt Hannes Peckolt | Vitorlázás    | Könnyű 49-es dingi         |

## Asztalitenisz

### Férfi
| Versenyző          | Versenyszám | Selejtező         | 64-es főtábla     | 48-as főtábla                                    | 32-es főtábla                                                   | Nyolcaddöntő                                     | Negyeddöntő       | Elődöntő          | Döntő             | Helyezés |
| Versenyző          | Versenyszám | Ellenfél Eredmény | Ellenfél Eredmény | Ellenfél Eredmény                                | Ellenfél Eredmény                                               | Ellenfél Eredmény                                | Ellenfél Eredmény | Ellenfél Eredmény | Ellenfél Eredmény | Helyezés |
| ------------------ | ----------- | ----------------- | ----------------- | ------------------------------------------------ | --------------------------------------------------------------- | ------------------------------------------------ | ----------------- | ----------------- | ----------------- | -------- |
| Timo Boll          | Egyes       |                   |                   |                                                  | Kim Hjokbong (PRK) · 13-11, 11-3, 11-4, 10-12, 11-8             | O Szangun (KOR) · 9-11, 4-11, 9-11, 11-8, 4-11   | kiesett           | kiesett           | kiesett           | 9.       |
| Dimitrij Ovtcharov | Egyes       |                   |                   |                                                  | Adrian Crişan (ROU) · 8-11, 7-11, 11-7, 11-9, 11-6, 10-12, 11-8 | Ko Lai Chak (HKG) · 4-11, 7-11, 4-11, 11-1, 1-11 | kiesett           | kiesett           | kiesett           | 9.       |
| Christian Süss     | Egyes       |                   |                   | Jakab János (HUN) · 11-7, 4-11, 11-8, 11-8, 11-8 | Uladzimir Szamszonav (BLR) · 13-15, 6-11, 9-11, 4-11            | kiesett                                          | kiesett           | kiesett           | kiesett           | 17.      |

#### Csapat
- Timo Boll
- Dimitrij Ovtcharov
- Christian Süss

B csoport
| Csapat       | JM | GY | V | GyJ | VJ | PT |
| ------------ | -- | -- | - | --- | -- | -- |
| Németország  | 3  | 3  | 0 | 27  | 14 | 6  |
| Horvátország | 3  | 2  | 1 | 24  | 15 | 4  |
| Szingapúr    | 3  | 1  | 2 | 19  | 23 | 2  |
| Kanada       | 3  | 0  | 3 | 9   | 27 | 0  |

| Németország | 3 – 0 | Horvátország |

| Németország | 3 – 0 | Kanada |

| Németország | 3 – 1 | Szingapúr |

Elődöntő
| Németország | 3 – 2 | Japán |

Döntő
| Kína | 3 – 0 | Németország |

| Csapat      | Helyezés |
| ----------- | -------- |
| Németország |          |

### Női
| Versenyző         | Versenyszám | Selejtező         | 64-es főtábla     | 48-as főtábla                                        | 32-es főtábla                                                  | Nyolcaddöntő      | Negyeddöntő       | Elődöntő          | Döntő             | Helyezés |
| Versenyző         | Versenyszám | Ellenfél Eredmény | Ellenfél Eredmény | Ellenfél Eredmény                                    | Ellenfél Eredmény                                              | Ellenfél Eredmény | Ellenfél Eredmény | Ellenfél Eredmény | Ellenfél Eredmény | Helyezés |
| ----------------- | ----------- | ----------------- | ----------------- | ---------------------------------------------------- | -------------------------------------------------------------- | ----------------- | ----------------- | ----------------- | ----------------- | -------- |
| Wu Jiaduo         | Egyes       |                   |                   |                                                      | Qiangbing Li (AUT) · 9-11, 12-10, 11-6, 8-11, 11-3, 9-11, 9-11 | kiesett           | kiesett           | kiesett           | kiesett           | 17.      |
| Elke Schall-Wosik | Egyes       |                   |                   | Melek Hu (TUR) · 6-11, 11-6, 10-12, 6-11, 11-6, 7-11 | kiesett                                                        | kiesett           | kiesett           | kiesett           | kiesett           | 33.      |

#### Csapat
- Zhenqi Barthel
- Wu Jiaduo
- Elke Schall-Wosik

C csoport
| Csapat        | JM | GY | V | GyJ | VJ | PT |
| ------------- | -- | -- | - | --- | -- | -- |
| Hongkong      | 3  | 3  | 0 | 27  | 6  | 6  |
| Románia       | 3  | 2  | 1 | 23  | 20 | 4  |
| Lengyelország | 3  | 1  | 2 | 22  | 25 | 2  |
| Németország   | 3  | 0  | 3 | 7   | 28 | 0  |

| Németország | 0 – 3 | Románia |

| Németország | 1 – 3 | Lengyelország |

| Hongkong | 3 – 0 | Németország |

| Csapat      | Helyezés |
| ----------- | -------- |
| Németország | 9.       |

## Atlétika
Férfi
| Versenyző                                                 | Versenyszám     | Előfutam | Előfutam | Előfutam | Negyeddöntő | Negyeddöntő | Negyeddöntő | Elődöntő | Elődöntő | Elődöntő | Döntő   | Döntő    |
| Versenyző                                                 | Versenyszám     | Idő      | Hely.    | Össz.    | Idő         | Hely.       | Össz.       | Idő      | Hely.    | Össz.    | Idő     | Helyezés |
| --------------------------------------------------------- | --------------- | -------- | -------- | -------- | ----------- | ----------- | ----------- | -------- | -------- | -------- | ------- | -------- |
| Tobias Unger                                              | 100 m           | 10,46    | 4.       | 38.***   | 10,36       | 7.          | 34.*        | kiesett  | kiesett  | kiesett  | kiesett | kiesett  |
| Carsten Schlangen                                         | 1500 m          | 3:36,34  | 5.       | 11.      |             |             |             | 3:37,94  | 8.       | 14.      | kiesett | kiesett  |
| André Höhne                                               | 20 km gyaloglás |          |          |          |             |             |             |          |          |          | 1:23:13 | 25.      |
| André Höhne                                               | 50 km gyaloglás |          |          |          |             |             |             |          |          |          | 3:49:52 | 12.      |
| Till Helmke Martin Keller Alexander Kosenkow Tobias Unger | 4 × 100 m váltó | 38,93    | 3.       | 6.       |             |             |             |          |          |          | 38,58   | 5.       |
| Ruwen Faller Kamghe Gaba Simon Kirch Bastian Swillims     | 4 × 400 m váltó | 3:03,49  | 4.       | 9.       |             |             |             |          |          |          | kiesett | kiesett  |

| Versenyző         | Versenyszám   | Selejtező | Selejtező | Döntő    | Döntő    |
| Versenyző         | Versenyszám   | Eredmény  | Helyezés  | Eredmény | Helyezés |
| ----------------- | ------------- | --------- | --------- | -------- | -------- |
| Raúl Spank        | Magasugrás    | 229 cm    | 5.        | 232 cm   | 5.       |
| Sebastian Bayer   | Távolugrás    | 777 cm    | 23.       | kiesett  | kiesett  |
| Danny Ecker       | Rúdugrás      | 565 cm    | 9.*       | 570 cm   | 6.       |
| Raphael Holzdeppe | Rúdugrás      | 565 cm    | 3.**      | 560 cm   | 8.       |
| Tim Lobinger      | Rúdugrás      | 555 cm    | 16.**     | kiesett  | kiesett  |
| Peter Sack        | Súlylökés     | 21,01 m   | 13.       | kiesett  | kiesett  |
| Robert Harting    | Diszkoszvetés | 64,19 m   | 8.        | 67,09 m  | 4.       |
| Markus Esser      | Kalapácsvetés | 77,60 m   | 6.        | 77,10 m  | 9.       |
| Stephan Steding   | Gerelyhajítás | 70,05 m   | 32.       | kiesett  | kiesett  |
| Alexander Vieweg  | Gerelyhajítás | 67,49 m   | 35.       | kiesett  | kiesett  |

| Versenyző        | Versenyszám | 100 m | 100 m | Távolugrás | Távolugrás | Súlylökés | Súlylökés | Magasugrás | Magasugrás | 400 m            | 400 m            | 110 m gát        | 110 m gát        | Diszkoszvetés    | Diszkoszvetés    | Rúdugrás         | Rúdugrás         | Gerelyhajítás    | Gerelyhajítás    | 1500 m           | 1500 m           | Végeredmény   | Végeredmény   |
| Versenyző        | Versenyszám | Idő   | Pont  | Eredmény   | Pont       | Eredmény  | Pont      | Eredmény   | Pont       | Idő              | Pont             | Idő              | Pont             | Eredmény         | Pont             | Eredmény         | Pont             | Eredmény         | Pont             | Idő              | Pont             | Pont          | Helyezés      |
| ---------------- | ----------- | ----- | ----- | ---------- | ---------- | --------- | --------- | ---------- | ---------- | ---------------- | ---------------- | ---------------- | ---------------- | ---------------- | ---------------- | ---------------- | ---------------- | ---------------- | ---------------- | ---------------- | ---------------- | ------------- | ------------- |
| Arthur Abele     | Tízpróba    | 10,90 | 883   | 647 cm     | 691        | 13,55 m   | 701       | 190 cm     | 714        | nem állt rajthoz | nem állt rajthoz | nem állt rajthoz | nem állt rajthoz | nem állt rajthoz | nem állt rajthoz | nem állt rajthoz | nem állt rajthoz | nem állt rajthoz | nem állt rajthoz | nem állt rajthoz | nem állt rajthoz | nem ért célba | nem ért célba |
| André Niklaus    | Tízpróba    | 11,12 | 834   | 729 cm     | 883        | 13,23 m   | 681       | 205 cm     | 850        | 49,65            | 831              | 14,37            | 927              | 45,39 m          | 775              | 520 cm           | 972              | 60,21 m          | 741              | 4:32,90          | 726              | 8220          | 8.            |
| Michael Schrader | Tízpróba    | 10,80 | 906   | 770 cm     | 985        | 13,67 m   | 708       | 199 cm     | 794        | 48,47            | 886              | 14,71            | 885              | 40,41 m          | 673              | 480 cm           | 849              | 60,27 m          | 742              | 4:26,77          | 766              | 8194          | 10.           |

Női
| Versenyző                                                          | Versenyszám     | Előfutam | Előfutam | Előfutam | Elődöntő | Elődöntő | Elődöntő | Döntő    | Döntő    |
| Versenyző                                                          | Versenyszám     | Idő      | Hely.    | Össz.    | Idő      | Hely.    | Össz.    | Idő      | Helyezés |
| ------------------------------------------------------------------ | --------------- | -------- | -------- | -------- | -------- | -------- | -------- | -------- | -------- |
| Carolin Nytra                                                      | 100 m gát       | 12,95    | 4.       | 13.      | 12,99    | 7.       | 12.      | kiesett  | kiesett  |
| Antja Möldner                                                      | 3000 m akadály  | 9:29,86  | 7.       | 18.      |          |          |          | kiesett  | kiesett  |
| Sabrina Mockenhaupt                                                | 10 000 m        |          |          |          |          |          |          | 31:14,21 | 13.      |
| Melanie Seeger                                                     | 20 km gyaloglás |          |          |          |          |          |          | 1:31:56  | 22.      |
| Sabine Zimmer                                                      | 20 km gyaloglás |          |          |          |          |          |          | 1:30:19  | 14.      |
| Susanne Hahn                                                       | Maraton         |          |          |          |          |          |          | 2:38:31  | 52.      |
| Melanie Kraus                                                      | Maraton         |          |          |          |          |          |          | 2:35:17  | 38.      |
| Anne Möllinger Verena Sailer Cathleen Tschirch Marion Wagner       | 4 × 100 m váltó | 43,59    | 3.       | 8.       |          |          |          | 43,28    | 5.       |
| Florence Ekpo-Umoh Claudia Hoffmann Sorina Nwachukwu Jonna Tilgner | 4 × 400 m váltó | 3:25,55  | 4.       | 8.       |          |          |          | 3:28,45  | 8.       |

| Versenyző           | Versenyszám   | Selejtező | Selejtező | Döntő    | Döntő    |
| Versenyző           | Versenyszám   | Eredmény  | Helyezés  | Eredmény | Helyezés |
| ------------------- | ------------- | --------- | --------- | -------- | -------- |
| Ariane Friedrich    | Magasugrás    | 193 cm    | 5.*       | 196 cm   | 7.*      |
| Caroline Hingst     | Rúdugrás      | 450 cm    | 10.*      | 465 cm   | 6.       |
| Nastja Reiberger    | Rúdugrás      | 440 cm    | 14.       | kiesett  | kiesett  |
| Silke Spiegelburg   | Rúdugrás      | 450 cm    | 12.       | 465 cm   | 7.       |
| Denise Hinrichs     | Súlylökés     | 18,36 m   | 16.       | kiesett  | kiesett  |
| Nadine Kleinert     | Súlylökés     | 18,52 m   | 11.       | 19,01 m  | 7.       |
| Christina Schwanitz | Súlylökés     | 19,09 m   | 5.        | 18,27 m  | 11.      |
| Betty Heidler       | Kalapácsvetés | 71,51 m   | 7.        | 70,06 m  | 9.       |
| Kathrin Klaas       | Kalapácsvetés | 67,54 m   | 24.       | kiesett  | kiesett  |
| Katharina Molitor   | Gerelyhajítás | 60,92 m   | 9.        | 59,64 m  | 8.       |
| Steffi Nerius       | Gerelyhajítás | 63,94 m   | 3.        | 65,29 m  | 5.       |
| Christina Obergföll | Gerelyhajítás | 67,52 m   | 2.        | 66,13 m  |          |

| Versenyző            | Versenyszám | 100 m gát | 100 m gát | Magasugrás | Magasugrás | Súlylökés | Súlylökés | 200 m | 200 m | Távolugrás | Távolugrás | Gerelyhajítás | Gerelyhajítás | 800 m   | 800 m | Végeredmény | Végeredmény |
| Versenyző            | Versenyszám | Idő       | Pont      | Eredmény   | Pont       | Eredmény  | Pont      | Idő   | Pont  | Eredmény   | Pont       | Eredmény      | Pont          | Idő     | Pont  | Pont        | Helyezés    |
| -------------------- | ----------- | --------- | --------- | ---------- | ---------- | --------- | --------- | ----- | ----- | ---------- | ---------- | ------------- | ------------- | ------- | ----- | ----------- | ----------- |
| Sonja Kesselschläger | Hétpróba    | 13,50     | 1050      | 177 cm     | 941        | 14,33 m   | 816       | 25,50 | 841   | 604 cm     | 862        | 44,28 m       | 750           | 2:15,94 | 880   | 6140        | 16.         |
| Jennifer Oeser       | Hétpróba    | 13,57     | 1040      | 180 cm     | 978        | 13,62 m   | 769       | 24,67 | 917   | 616 cm     | 899        | 47,53 m       | 812           | 2:11,33 | 945   | 6360        | 11.         |
| Lilli Schwarzkopf    | Hétpróba    | 13,73     | 1017      | 180 cm     | 978        | 14,61 m   | 835       | 25,25 | 864   | 596 cm     | 837        | 51,88 m       | 897           | 2:10,91 | 951   | 6379        | 8.          |

* - egy másik versenyzővel azonos időt/eredményt ért el

** - három másik versenyzővel azonos eredményt ért el

*** - négy másik versenyzővel azonos időt ért el

## Birkózás

### Férfi
Kötöttfogású
| Versenyző            | Versenyszám | Selejtező         | Nyolcaddöntő                       | Negyeddöntő                         | Elődöntő                      | Vigaszág első kör | Vigaszág elődöntő                  | Bronz- mérkőzés   | Döntő                             | Helyezés |
| Versenyző            | Versenyszám | Ellenfél Eredmény | Ellenfél Eredmény                  | Ellenfél Eredmény                   | Ellenfél Eredmény             | Ellenfél Eredmény | Ellenfél Eredmény                  | Ellenfél Eredmény | Ellenfél Eredmény                 | Helyezés |
| -------------------- | ----------- | ----------------- | ---------------------------------- | ----------------------------------- | ----------------------------- | ----------------- | ---------------------------------- | ----------------- | --------------------------------- | -------- |
| Marcus Thätner       | 66 kg       |                   | Darhan Bajahmetov (KAZ) · 1-2, 1-3 | kiesett                             | kiesett                       |                   |                                    |                   |                                   | 18.      |
| Konstantin Schneider | 74 kg       |                   | Meszúd Zegdán (ALG) · 4-1, 4-0     | Manucsar Kvirkelia (GEO) · 0-3, 0-5 |                               |                   | Christophe Guenot (FRA) · 1-2, 1-2 | kiesett           |                                   | 9.       |
| Mirko Englich        | 96 kg       |                   | Han Thejong (KOR) · 2-1, 2-2       | Elis Guri (ALB) · 1-1, 6-0, 1-1     | Adam Wheeler (USA) · 2-1, 2-1 |                   |                                    |                   | Aszlanbek Hustov (RUS) · 0-6, 0-3 |          |

Szabadfogású
| Versenyző           | Versenyszám | Selejtező         | Nyolcaddöntő                             | Negyeddöntő       | Elődöntő          | Vigaszág első kör | Vigaszág elődöntő                       | Bronz- mérkőzés                       | Döntő             | Helyezés |
| Versenyző           | Versenyszám | Ellenfél Eredmény | Ellenfél Eredmény                        | Ellenfél Eredmény | Ellenfél Eredmény | Ellenfél Eredmény | Ellenfél Eredmény                       | Ellenfél Eredmény                     | Ellenfél Eredmény | Helyezés |
| ------------------- | ----------- | ----------------- | ---------------------------------------- | ----------------- | ----------------- | ----------------- | --------------------------------------- | ------------------------------------- | ----------------- | -------- |
| Davyd Bichinashvili | 84 kg       |                   | Revaz Mindorasvili (GEO) · 4-1, 0-2, 1-3 |                   |                   |                   | Harutjun Jenokjan (ARM) · 1-0, 1-3, 2-0 | Georgij Ketojev (RUS) · 0-3, 2-0, 2-2 |                   | 5.       |
| Stefan Kehrer       | 96 kg       |                   | Hakan Koç (TUR) · 0-1, 1-1               | kiesett           | kiesett           |                   |                                         |                                       |                   | 13.      |

### Női
Szabadfogású
| Versenyző            | Versenyszám | Selejtező         | Nyolcaddöntő                       | Negyeddöntő                               | Elődöntő          | Vigaszág első kör | Vigaszág elődöntő | Bronz- mérkőzés   | Döntő             | Helyezés |
| Versenyző            | Versenyszám | Ellenfél Eredmény | Ellenfél Eredmény                  | Ellenfél Eredmény                         | Ellenfél Eredmény | Ellenfél Eredmény | Ellenfél Eredmény | Ellenfél Eredmény | Ellenfél Eredmény | Helyezés |
| -------------------- | ----------- | ----------------- | ---------------------------------- | ----------------------------------------- | ----------------- | ----------------- | ----------------- | ----------------- | ----------------- | -------- |
| Alexandra Engelhardt | 48 kg       |                   | Tatyjana Bakatyuk (KAZ) · 0-1, 0-1 | kiesett                                   | kiesett           |                   |                   |                   |                   | 14.      |
| Anita Schätzle       | 72 kg       |                   | Audrey Prieto (FRA) · 2-4, TUS     | Agnieszka Wieszczek (POL) · 1-1, 2-0, 1-4 | kiesett           |                   |                   |                   |                   | 7.       |

## Cselgáncs
Férfi
| Versenyző      | Versenyszám  | Selejtező         | 32-es főtábla                       | Nyolcaddöntő                            | Negyeddöntő                    | Elődöntő                        | Vigaszág első kör                    | Vigaszág negyeddöntő            | Vigaszág elődöntő | Bronz- mérkőzés   | Döntő                         | Helyezés |
| Versenyző      | Versenyszám  | Ellenfél Eredmény | Ellenfél Eredmény                   | Ellenfél Eredmény                       | Ellenfél Eredmény              | Ellenfél Eredmény               | Ellenfél Eredmény                    | Ellenfél Eredmény               | Ellenfél Eredmény | Ellenfél Eredmény | Ellenfél Eredmény             | Helyezés |
| -------------- | ------------ | ----------------- | ----------------------------------- | --------------------------------------- | ------------------------------ | ------------------------------- | ------------------------------------ | ------------------------------- | ----------------- | ----------------- | ----------------------------- | -------- |
| Ole Bischof    | Váltósúly    |                   | Mehman Əzizov (AZE) · 0020-0011     | Travis Stevens (USA) · 0011-0001        | Tiago Camilo (BRA) · 0200-0000 | Roman Hontyuk (UKR) · 0011-0001 |                                      |                                 |                   |                   | Kim Dzsebom (KOR) · 0010-0000 |          |
| Michael Pinske | Középsúly    |                   | Sergei Aschwanden (SUI) · 0000-0010 | kiesett                                 | kiesett                        | kiesett                         |                                      |                                 |                   |                   |                               | 20.      |
| Benny Behrla   | Félnehézsúly |                   | Ruszlan Gaszimov (RUS) · 1100-0001  | Najdangín Tüvsinbajar (MGL) · 0001-0021 |                                |                                 | Szuzuki Keidzsi (JPN) · 1000-0000    | Csang Szongho (KOR) · 0000-1000 | kiesett           | kiesett           |                               | 9.       |
| Andreas Tölzer | Nehézsúly    |                   | Abdullo Tangriyev (UZB) · 0000-0211 |                                         |                                |                                 | Janusz Wojnarowicz (POL) · 0100-0010 | Teddy Riner (FRA) · 0010-0020   | kiesett           | kiesett           |                               | 9.       |

Női
| Versenyző        | Versenyszám  | Selejtező                            | Nyolcaddöntő                          | Negyeddöntő                      | Elődöntő                            | Vigaszág első kör                       | Vigaszág negyeddöntő                 | Vigaszág elődöntő                    | Bronz- mérkőzés                | Döntő             | Helyezés |
| Versenyző        | Versenyszám  | Ellenfél Eredmény                    | Ellenfél Eredmény                     | Ellenfél Eredmény                | Ellenfél Eredmény                   | Ellenfél Eredmény                       | Ellenfél Eredmény                    | Ellenfél Eredmény                    | Ellenfél Eredmény              | Ellenfél Eredmény | Helyezés |
| ---------------- | ------------ | ------------------------------------ | ------------------------------------- | -------------------------------- | ----------------------------------- | --------------------------------------- | ------------------------------------ | ------------------------------------ | ------------------------------ | ----------------- | -------- |
| Michaela Baschin | Légsúly      |                                      | Merjem Músza (ALG) · 0101-0000        | Yanet Bermoy (CUB) · 0000-0001   |                                     |                                         | Ljudmila Bogdanova (RUS) · 0000-0001 | kiesett                              | kiesett                        |                   | 9.       |
| Romy Tarangul    | Harmatsúly   | Zinnura Jo'raeva (UZB) · 1101-0000   | Nakamura Miszato (JPN) · 0000-0001    |                                  |                                     |                                         | Ilse Heylen (BEL) · 0000-0002        | kiesett                              | kiesett                        |                   | 9.       |
| Ivonne Bönisch   | Könnyűsúly   | Giulia Quintavalle (ITA) · 0001-0101 |                                       |                                  |                                     | Hisigbatín Erdenet-Od (MGL) · 0110-0001 | Barbara Harel (FRA) · 0000-0001      | kiesett                              | kiesett                        |                   | 9.       |
| Anna von Harnier | Váltósúly    | Silulu A’etonu (ASA) · 1000-0000     | Tümen-Odín Battögsz (MGL) · 1001-0000 | Lucie Décosse (FRA) · 0001-1001  |                                     |                                         | Urška Žolnir (SLO) · 0000-0200       | kiesett                              | kiesett                        |                   | 9.       |
| Annett Böhm      | Középsúly    | Gisèle Mendy (SEN) · 1000-0000       | Natalija Szmal (UKR) · 1001-0010      | Leire Iglesias (ESP) · 1000-0000 | Anaisis Hernández (CUB) · 0010-1000 |                                         |                                      |                                      | Ronda Rousey (USA) · 0001-0010 |                   | 5.       |
| Heide Wollert    | Félnehézsúly | Marina Priscsepa (UKR) · 0011-0010   | Vivian Yusuf (NGR) · 1000-0000        | Csong Gjongmi (KOR) · 0000-1002  |                                     |                                         | Michelle Rogers (GBR) · 0010-0001    | Stéphanie Possamai (FRA) · 0000-0200 | kiesett                        |                   | 7.       |
| Sandra Köppen    | Nehézsúly    |                                      | Janelle Shepherd (AUS) · 0000-0110    | kiesett                          | kiesett                             |                                         |                                      |                                      |                                |                   | 14.      |

## Evezés
Férfi
| Versenyző | Versenyszám                          | Előfutam | Előfutam | Vigaszág/ Egypárevezősnél középdöntő | Vigaszág/ Egypárevezősnél középdöntő | Elődöntő | Elődöntő | Elődöntő | Döntő    | Döntő    | Döntő    | Helyezés |
| Versenyző | Versenyszám                          | Idő      | Hely.    | Idő                                  | Hely.                                | Típus    | Idő      | Hely.    | Típus    | Idő      | Hely.    | Helyezés |
| --- | ------------------------------------ | -------- | -------- | ------------------------------------ | ------------------------------------ | -------- | -------- | -------- | -------- | -------- | -------- | -------- |
| Marcel Hacker | Egypárevezős                         | 7:26,71  | 2.       | 6:48,85                              | 1.                                   | A/B      | 7:03,05  | 4.       | B        | 7:07,82  | 1.       | 7.       |
| Karsten Brodowski Clemens Wenzel | Kétpárevezős                         | 6:29,60  | 3.       |                                      |                                      | A/B      | 6:28,46  | 6.       | B        | 6:37,97  | 3.       | 9.       |
| René Bertram Hans Gruhne Stephan Krüger Christian Schreiber | Négypárevezős                        | 5:43,48  | 2.       |                                      |                                      | A/B      | 5:53,56  | 3.       | A        | 5:50,96  | 6.       | 6.       |
| Felix Drahotta Tom Lehmann | Kormányos nélküli kettes             | 6:48,60  | 3.       |                                      |                                      | A/B      | 6:37,26  | 3.       | A        | 6:47,40  | 4.       | 4.       |
| Filip Adamski Gregor Hauffe Urs Käufer Toni Seifert Marco Neumann* Jochen Urban* Richard Schmidt*                                                                   | Kormányos nélküli négyes             | 6:00,95  | 2.       |                                      |                                      | A/B      | 5:58,72  | 3.       | A        | 6:19,63  | 6.       | 6.       |
| Florian Eichner Matthias Flach Florian Menningen Philipp Naruhn Andreas Penker Sebastian Schmidt Jochen Urban Kristof Wilke Jörg Lehnigk** Peter Thiede (kormányos) | Nyolcas                              | 6:37,56  | 4.       | 5:47,05                              | 6.                                   |          |          |          | B        | 5:36,89  | 2.       | 8.       |
| Manuel Brehmer Jonathan Koch | Könnyűsúlyú kétpárevezős             | 6:21,99  | 3.       | 6:41,48                              | 1.                                   | A/B      | 6:37,07  | 4.       | B        | 6:28,66  | 3.       | 9.       |
| Jochen Kühner Martin Kühner Jost Schömann-Fink Bastian Seibt | Könnyűsúlyú kormányos nélküli négyes | 5:50,16  | 1.       | kizárták                             | kizárták                             | kizárták | kizárták | kizárták | kizárták | kizárták | kizárták | kizárták |

Női
| Versenyző | Versenyszám              | Előfutam | Előfutam | Vigaszág | Vigaszág | Elődöntő | Elődöntő | Elődöntő | Döntő   | Döntő   | Döntő   | Helyezés |
| Versenyző | Versenyszám              | Idő      | Hely.    | Idő      | Hely.    | Típus    | Idő      | Hely.    | Típus   | Idő     | Hely.   | Helyezés |
| --- | ------------------------ | -------- | -------- | -------- | -------- | -------- | -------- | -------- | ------- | ------- | ------- | -------- |
| Christiane Huth Annekatrin Thiele | Kétpárevezős             | 7:09,06  | 2.       | 6:55,96  | 2.       |          |          |          | A       | 7:07,33 | 2.      |          |
| Kathrin Boron Manuela Lutze Britta Oppelt Stephanie Schiller                                                                                      | Négypárevezős            | 6:15,26  | 2.       | 6:36,17  | 1.       |          |          |          | A       | 6:19,56 | 3.      |          |
| Maren Derlien Lenka Wech | Kormányos nélküli kettes | 7:28,66  | 2.       | 7:27,02  | 2.       |          |          |          | A       | 7:25,73 | 4.      | 4.       |
| Berit Carow Marie-Louise Dräger | Könnyűsúlyú kétpárevezős | 6:51,96  | 1.       |          |          | A/B      | 7:04,95  | 3.       | A       | 6:56,72 | 4.      | 4.       |
| Maren Derlien Christina Hennings Elke Hipler Katrin Reinert Nadine Schmutzler Nina Wengert Nicole Zimmermann Lenka Wech Annina Ruppel (kormányos) | Nyolcas                  | 6:14,42  | 4.       | 6:14,45  | 5.       |          |          |          | kiesett | kiesett | kiesett | 7.       |

* - cserék az elődöntőben és az A döntőben

** - Jochen Urban a B döntőben

## Gyeplabda

### Férfi
| #               | Név                   |         |         |         |         |         |         |         |
| Kapusok         | Kapusok               | Kapusok | Kapusok | Kapusok | Kapusok | Kapusok | Kapusok | Kapusok |
| --------------- | --------------------- | ------- | ------- | ------- | ------- | ------- | ------- | ------- |
| 21              | Max Weinhold          |         |         |         |         |         |         |         |
| Mezőnyjátékosok |                       |         |         |         |         |         |         |         |
| 3               | Philip Witte          |         |         |         |         |         |         |         |
| 4               | Maximilian Müller     |         |         |         |         |         |         |         |
| 5               | Sebastian Biederlack  |         |         |         |         |         |         |         |
| 7               | Carlos Nevado         |         |         |         |         |         |         |         |
| 9               | Moritz Fürste         |         |         |         |         |         |         |         |
| 13              | Tobias Hauke          |         |         |         |         |         |         |         |
| 14              | Tibor Weißenborn      |         |         |         |         |         |         |         |
| 15              | Benjamin Weß          |         |         |         |         |         |         |         |
| 16              | Niklas Meinert        |         |         |         |         |         |         |         |
| 17              | Timo Weß (CSK)        |         |         |         |         |         |         |         |
| 18              | Oliver Korn           |         |         |         |         |         |         |         |
| 19              | Christopher Zeller    |         |         |         |         |         |         |         |
| 22              | Matthias Witthaus     |         |         |         |         |         |         |         |
| 23              | Florian Keller        |         |         |         |         |         |         |         |
| 25              | Philipp Zeller        |         |         |         |         |         |         |         |
| Tartalékok      |                       |         |         |         |         |         |         |         |
| 2               | Christian Schulte (K) |         |         |         |         |         |         |         |
| 10              | Jan-Marco Montag      |         |         |         |         |         |         |         |
| Vezetőedző      |                       |         |         |         |         |         |         |         |
|                 | Markus Weise          |         |         |         |         |         |         |         |

#### Eredmények
Csoportkör
A csoport
| Csapat              | M | Gy | D | V | G+ | G– | Gk | P  |
| ------------------- | - | -- | - | - | -- | -- | -- | -- |
| Spanyolország (ESP) | 5 | 4  | 0 | 1 | 9  | 5  | +4 | 12 |
| Németország (GER)   | 5 | 3  | 2 | 0 | 12 | 6  | +6 | 11 |
| Dél-Korea (KOR)     | 5 | 2  | 1 | 2 | 13 | 11 | +2 | 7  |
| Új-Zéland (NZL)     | 5 | 2  | 1 | 2 | 10 | 9  | +1 | 7  |
| Belgium (BEL)       | 5 | 1  | 1 | 3 | 9  | 13 | –4 | 4  |
| Kína (CHN)          | 5 | 0  | 1 | 4 | 7  | 16 | –9 | 1  |

| 2008. augusztus 11. 08:30 | Németország (GER)                            | 4–1               | Kína (CHN)   | Játékvezetők: David Leiper (GBR), Satinder Kumar (IND) |
| 2008. augusztus 11. 08:30 | C. Zeller 21' · Keller 43', 54' · Nevado 68' | (1–1) Jegyzőkönyv | Na Jü-po 7'  | Játékvezetők: David Leiper (GBR), Satinder Kumar (IND) |
| 2008. augusztus 11. 08:30 | Weißenborn 38'                               | Büntetések        | Szung Ji 52' | Játékvezetők: David Leiper (GBR), Satinder Kumar (IND) |

| 2008. augusztus 13. 18:30 | Belgium (BEL)         | 1–1               | Németország (GER)                   | Játékvezetők: Rob ten Cate (NED), David Gentles (AUS) |
| 2008. augusztus 13. 18:30 | Charlier 22'          | (1–1) Jegyzőkönyv | Witthaus 19'                        | Játékvezetők: Rob ten Cate (NED), David Gentles (AUS) |
| 2008. augusztus 13. 18:30 | Dohmen 26' Briels 34' | Büntetések        | B. Weß 8' Weißenborn 26' T. Weß 71' | Játékvezetők: Rob ten Cate (NED), David Gentles (AUS) |

| 2008. augusztus 15. 20:30 | Dél-Korea (KOR)                                                      | 3–3               | Németország (GER)                        | Játékvezetők: John Wright (RSA), Satinder Kumar (IND) |
| 2008. augusztus 15. 20:30 | Jo Ungon 5' · Csang Dzsonghjon 46' · Szo Dzsongho 52'                | (1–1) Jegyzőkönyv | Witte 17' · Witthaus 40' · C. Zeller 47' | Játékvezetők: John Wright (RSA), Satinder Kumar (IND) |
| 2008. augusztus 15. 20:30 | Csha Dzsongbok 9' Ju Hjoszik 34' Kim Jongbe 50' Csang Dzsonghjon 70' | Büntetések        | Hauke 18' Keller 35' 70' Weißenborn 49'  | Játékvezetők: John Wright (RSA), Satinder Kumar (IND) |

| 2008. augusztus 17. 21:00 | Németország (GER)  | 1–0               | Spanyolország (ESP) | Játékvezetők: John Wright (RSA), David Gentles (AUS) |
| 2008. augusztus 17. 21:00 | Fürste 34'         | (1–0) Jegyzőkönyv |                     | Játékvezetők: John Wright (RSA), David Gentles (AUS) |
| 2008. augusztus 17. 21:00 | Biederlack 39' 69' | Büntetések        |                     | Játékvezetők: John Wright (RSA), David Gentles (AUS) |

| 2008. augusztus 19. 10:30 | Németország (GER)                    | 3–1               | Új-Zéland (NZL)        | Játékvezetők: David Gentles (AUS), Andy Mair (GBR) |
| 2008. augusztus 19. 10:30 | T. Weß 5' · Witthaus 9' · Keller 55' | (2–0) Jegyzőkönyv | H. Shaw 46'            | Játékvezetők: David Gentles (AUS), Andy Mair (GBR) |
| 2008. augusztus 19. 10:30 | Hauke 50'                            | Büntetések        | Edwards 31' Nation 51' | Játékvezetők: David Gentles (AUS), Andy Mair (GBR) |

Elődöntő
| 2008. augusztus 21. 18:00 | Hollandia (NED)                                        | 1–1         | Németország (GER)                                       | Játékvezetők: David Gentles (AUS), John Wright (RSA) |
| 2008. augusztus 21. 18:00 | Hoyng 66'                                              | Jegyzőkönyv | P. Zeller 68'                                           | Játékvezetők: David Gentles (AUS), John Wright (RSA) |
| 2008. augusztus 21. 18:00 | M. Brouwer 45'                                         | Büntetések  | B. Weß 29' Biederlack 61'                               | Játékvezetők: David Gentles (AUS), John Wright (RSA) |
| 2008. augusztus 21. 18:00 | Büntetőpárbaj:                                         |             |                                                         | Játékvezetők: David Gentles (AUS), John Wright (RSA) |
| 2008. augusztus 21. 18:00 | Taekema R. Brouwer Reckers Weusthof De Nooijer Taekema | 3 – 4       | C. Zeller Keller Meinert P. Zeller Weißenborn C. Zeller | Játékvezetők: David Gentles (AUS), John Wright (RSA) |

Döntő
| 2008. augusztus 23. 20:30 | Németország (GER)     | 1–0               | Spanyolország (ESP) | Játékvezetők: Henrik Ehlers (DEN), David Gentles (AUS) |
| 2008. augusztus 23. 20:30 | C. Zeller 16'         | (1–0) Jegyzőkönyv |                     | Játékvezetők: Henrik Ehlers (DEN), David Gentles (AUS) |
| 2008. augusztus 23. 20:30 | Müller 19' Nevado 44' | Büntetések        | Enrique 63'         | Játékvezetők: Henrik Ehlers (DEN), David Gentles (AUS) |

| Csapat            | Helyezés |
| ----------------- | -------- |
| Németország (GER) |          |

### Női
| #               | Név                   |         |         |         |         |         |         |         |
| Kapusok         | Kapusok               | Kapusok | Kapusok | Kapusok | Kapusok | Kapusok | Kapusok | Kapusok |
| --------------- | --------------------- | ------- | ------- | ------- | ------- | ------- | ------- | ------- |
| 32              | Kristina Reynolds     |         |         |         |         |         |         |         |
| Mezőnyjátékosok |                       |         |         |         |         |         |         |         |
| 2               | Tina Bachmann         |         |         |         |         |         |         |         |
| 4               | Mandy Haase           |         |         |         |         |         |         |         |
| 7               | Natascha Keller       |         |         |         |         |         |         |         |
| 9               | Martina Heinlein      |         |         |         |         |         |         |         |
| 11              | Eileen Hoffmann       |         |         |         |         |         |         |         |
| 13              | Marion Rodewald (CSK) |         |         |         |         |         |         |         |
| 14              | Katharina Scholz      |         |         |         |         |         |         |         |
| 16              | Fanny Rinne           |         |         |         |         |         |         |         |
| 18              | Anke Kühn             |         |         |         |         |         |         |         |
| 22              | Janine Beermann       |         |         |         |         |         |         |         |
| 24              | Maike Stöckel         |         |         |         |         |         |         |         |
| 25              | Janne Müller-Wieland  |         |         |         |         |         |         |         |
| 26              | Christina Schütze     |         |         |         |         |         |         |         |
| 27              | Pia Eidmann           |         |         |         |         |         |         |         |
| 28              | Julia Müller          |         |         |         |         |         |         |         |
| Tartalékok      |                       |         |         |         |         |         |         |         |
| 1               | Yvonne Frank          |         |         |         |         |         |         |         |
| 29              | Lina Geyer            |         |         |         |         |         |         |         |
| Vezetőedző      |                       |         |         |         |         |         |         |         |
|                 | Michael Behrmann      |         |         |         |         |         |         |         |

#### Eredmények
Csoportkör
B csoport
| Csapat                 | M | Gy | D | V | G+ | G– | Gk | P  |
| ---------------------- | - | -- | - | - | -- | -- | -- | -- |
| Németország (GER)      | 5 | 4  | 0 | 1 | 12 | 8  | +4 | 12 |
| Argentína (ARG)        | 5 | 3  | 2 | 0 | 13 | 7  | +6 | 11 |
| Nagy-Britannia (GBR)   | 5 | 2  | 2 | 1 | 7  | 9  | –2 | 8  |
| Egyesült Államok (USA) | 5 | 1  | 3 | 1 | 9  | 8  | +1 | 6  |
| Japán (JPN)            | 5 | 1  | 1 | 3 | 5  | 7  | –2 | 4  |
| Új-Zéland (NZL)        | 5 | 0  | 0 | 5 | 6  | 13 | –7 | 0  |

| 2008. augusztus 10. 21:00 | Németország (GER)                                 | 5–1               | Nagy-Britannia (GBR) | Játékvezetők: Sarah Garnett (NZL), Miao Lin (CHN) |
| 2008. augusztus 10. 21:00 | Rinne 26', 52' · Hoffmann 31', 49' · Rodewald 60' | (2–1) Jegyzőkönyv | Cullen 29'           | Játékvezetők: Sarah Garnett (NZL), Miao Lin (CHN) |
| 2008. augusztus 10. 21:00 | Rinne 12' Kühn 18'                                | Büntetések        | Cullen 30'           | Játékvezetők: Sarah Garnett (NZL), Miao Lin (CHN) |

| 2008. augusztus 12. 21:00 | Németország (GER)                  | 2–1               | Új-Zéland (NZL) | Játékvezetők: Anne McRae (GBR), Soledad Iparruguirre (ARG) |
| 2008. augusztus 12. 21:00 | Scholz 59' · Kühn 69'              | (0–1) Jegyzőkönyv | Forgesson 31'   | Játékvezetők: Anne McRae (GBR), Soledad Iparruguirre (ARG) |
| 2008. augusztus 12. 21:00 | Kühn 41' Bachmann 45' Heinlein 50' | Büntetések        |                 | Játékvezetők: Anne McRae (GBR), Soledad Iparruguirre (ARG) |

| 2008. augusztus 14. 10:30 | Egyesült Államok (USA) | 2–4               | Németország (GER)                                | Játékvezetők: Lee Keum-Ju (KOR), Marelize de Klerk (RSA) |
| 2008. augusztus 14. 10:30 | Snow 27' · Loy 60'     | (1–1) Jegyzőkönyv | Keller 34' · Rinne 49' · Rodewald 55' · Kühn 64' | Játékvezetők: Lee Keum-Ju (KOR), Marelize de Klerk (RSA) |
| 2008. augusztus 14. 10:30 | Gey 26'                | Büntetések        | Haase 44' Bachmann 56'                           | Játékvezetők: Lee Keum-Ju (KOR), Marelize de Klerk (RSA) |

| 2008. augusztus 16. 18:00 | Németország (GER) | 0–4               | Argentína (ARG)                          | Játékvezetők: Lisa Roach (AUS), Szoma Csieko (JPN) |
| 2008. augusztus 16. 18:00 |                   | (0–0) Jegyzőkönyv | Burkart 38' · Gulla 49', 66' · Aymar 68' | Játékvezetők: Lisa Roach (AUS), Szoma Csieko (JPN) |
| 2008. augusztus 16. 18:00 |                   | Büntetések        | Hernández 15'                            | Játékvezetők: Lisa Roach (AUS), Szoma Csieko (JPN) |

| 2008. augusztus 18. 08:30 | Németország (GER) | 1–0               | Japán (JPN) | Játékvezetők: Julie Ashton-Lucy (AUS), Miao Lin (CHN) |
| 2008. augusztus 18. 08:30 | Beermann 40'      | (0–0) Jegyzőkönyv |             | Játékvezetők: Julie Ashton-Lucy (AUS), Miao Lin (CHN) |
| 2008. augusztus 18. 08:30 |                   | Büntetések        | Ivao 61'    | Játékvezetők: Julie Ashton-Lucy (AUS), Miao Lin (CHN) |

Elődöntő
| 2008. augusztus 20. 18:00 | Németország (GER)        | 2–3               | Kína (CHN)                                       | Játékvezetők: Carolina de la Fuente (ARG), Julie Ashton-Lucy (AUS) |
| 2008. augusztus 20. 18:00 | Keller 4' · Beermann 36' | (1–1) Jegyzőkönyv | Kao Li-hua 31' · Ma Ji-po 39' · Csao Jü-tiao 58' | Játékvezetők: Carolina de la Fuente (ARG), Julie Ashton-Lucy (AUS) |
| 2008. augusztus 20. 18:00 | Kühn 49'                 | Büntetések        | Ma Ji-po 4' Tang Csun-ling 56' Kao Li-hua 67'    | Játékvezetők: Carolina de la Fuente (ARG), Julie Ashton-Lucy (AUS) |

Bronzmérkőzés
| 2008. augusztus 22. 18:00 | Németország (GER) | 1–3               | Argentína (ARG)                               | Játékvezetők: Julie Ashton-Lucy (AUS), Marelize de Klerk (RSA) |
| 2008. augusztus 22. 18:00 | Kühn 45'          | (0–2) Jegyzőkönyv | Luchetti 11' · Rebecchi 22' · Barrionuevo 63' | Játékvezetők: Julie Ashton-Lucy (AUS), Marelize de Klerk (RSA) |
| 2008. augusztus 22. 18:00 | Kühn 19'          | Büntetések        | Aicega 58'                                    | Játékvezetők: Julie Ashton-Lucy (AUS), Marelize de Klerk (RSA) |

| Csapat            | Helyezés |
| ----------------- | -------- |
| Németország (GER) | 4.       |

## Íjászat
Férfi
| Versenyző   | Versenyszám | Selejtező | Selejtező | 64-es főtábla                             | 32-es főtábla     | Nyolcaddöntő      | Negyeddöntő       | Elődöntő          | Döntő             | Helyezés |
| Versenyző   | Versenyszám | Pont      | Kiemelt   | Ellenfél Eredmény                         | Ellenfél Eredmény | Ellenfél Eredmény | Ellenfél Eredmény | Ellenfél Eredmény | Ellenfél Eredmény | Helyezés |
| ----------- | ----------- | --------- | --------- | ----------------------------------------- | ----------------- | ----------------- | ----------------- | ----------------- | ----------------- | -------- |
| Jens Pieper | Egyéni      | 648       | 45.       | Olekszandr Szergyuk (UKR) (20.) · 105-107 | kiesett           | kiesett           | kiesett           | kiesett           | kiesett           | 47.*     |

Női
| Versenyző    | Versenyszám | Selejtező | Selejtező | 64-es főtábla                         | 32-es főtábla                      | Nyolcaddöntő      | Negyeddöntő       | Elődöntő          | Döntő             | Helyezés |
| Versenyző    | Versenyszám | Pont      | Kiemelt   | Ellenfél Eredmény                     | Ellenfél Eredmény                  | Ellenfél Eredmény | Ellenfél Eredmény | Ellenfél Eredmény | Ellenfél Eredmény | Helyezés |
| ------------ | ----------- | --------- | --------- | ------------------------------------- | ---------------------------------- | ----------------- | ----------------- | ----------------- | ----------------- | -------- |
| Anja Hitzler | Egyéni      | 629       | 33.       | Sophie Dodemont (FRA) (32.) · 107-106 | Pak Szonghjon (KOR) (1.) · 107-112 | kiesett           | kiesett           | kiesett           | kiesett           | 20.*     |

* - egy másik versenyzővel azonos eredményt ért el

## Kajak-kenu

### Síkvízi
Férfi
| Versenyző                                                      | Versenyszám         | Előfutam | Előfutam | Előfutam | Elődöntő | Elődöntő | Elődöntő | Döntő    | Döntő    |
| Versenyző                                                      | Versenyszám         | Idő      | Hely.    | Össz.    | Idő      | Hely.    | Össz.    | Idő      | Helyezés |
| -------------------------------------------------------------- | ------------------- | -------- | -------- | -------- | -------- | -------- | -------- | -------- | -------- |
| Jonas Ems                                                      | Kajak egyes 500 m   | 1:38,819 | 2.       | 14.      | 1:44,717 | 6.       | 15.      | kiesett  | kiesett  |
| Ronald Rauhe Tim Wieskötter                                    | Kajak kettes 500 m  | 1:28,736 | 1. D     | 2.       |          |          |          | 1:28,827 |          |
| Max Hoff                                                       | Kajak egyes 1000 m  | 3:30,316 | 3.       | 7.       | 3:32,847 | 1.       | 1.       | 3:29,391 | 5.       |
| Martin Hollstein Andreas Ihle                                  | Kajak kettes 1000 m | 3:15,987 | 1. D     | 1.       |          |          |          | 3:11,809 |          |
| Lutz Altepost Norman Bröckl Torsten Eckbrett Björn Goldschmidt | Kajak négyes 1000 m | 2:57,148 | 1.D      | 1.       |          |          |          | 2:56,676 |          |
| Andreas Dittmer                                                | Kenu egyes 500 m    | 1:53,222 | 4.       | 14.      | 1:53,182 | 4.       | 8.       | kiesett  | kiesett  |
| Andreas Dittmer                                                | Kenu egyes 1000 m   | 4:00,505 | 2.       | 7.       | 3:58,595 | 2.       | 2.       | 3:57,894 | 8.       |
| Christian Gille Tomasz Wylenzek                                | Kenu kettes 500 m   | 1:41,513 | 1. D     | 3.       |          |          |          | 1:41,964 |          |
| Christian Gille Tomasz Wylenzek                                | Kenu kettes 1000 m  | 3:40,939 | 1.D      | 2.       |          |          |          | 3:36,588 |          |

Női
| Versenyző                                                            | Versenyszám        | Előfutam | Előfutam | Előfutam | Elődöntő | Elődöntő | Elődöntő | Döntő    | Döntő    |
| Versenyző                                                            | Versenyszám        | Idő      | Hely.    | Össz.    | Idő      | Hely.    | Össz.    | Idő      | Helyezés |
| -------------------------------------------------------------------- | ------------------ | -------- | -------- | -------- | -------- | -------- | -------- | -------- | -------- |
| Katrin Wagner-Augustin                                               | Kajak egyes 500 m  | 1:48,745 | 1. D     | 1.       |          |          |          | 1:51,022 |          |
| Fanny Fischer Nicole Reinhardt                                       | Kajak kettes 500 m | 1:43,412 | 1. D     | 2.       |          |          |          | 1:42,899 | 4.       |
| Fanny Fischer Nicole Reinhardt Katrin Wagner-Augustin Conny Wassmuth | Kajak négyes 500 m | 1:33,912 | 1. D     | 1.       |          |          |          | 1:32,231 |          |

### Szlalom
Férfi
| Versenyző                      | Versenyszám | Selejtező | Selejtező | Selejtező | Selejtező | Selejtező  | Selejtező  | Elődöntő | Elődöntő | Döntő   | Döntő   | Összesítés | Összesítés |
| Versenyző                      | Versenyszám | 1. futam  | 1. futam  | 2. futam  | 2. futam  | Összesítés | Összesítés | Elődöntő | Elődöntő | Döntő   | Döntő   | Összesítés | Összesítés |
| Versenyző                      | Versenyszám | Pont      | Hely.     | Pont      | Hely.     | Pont       | Hely.      | Pont     | Hely.    | Pont    | Hely.   | Pont       | Helyezés   |
| ------------------------------ | ----------- | --------- | --------- | --------- | --------- | ---------- | ---------- | -------- | -------- | ------- | ------- | ---------- | ---------- |
| Alexander Grimm                | Kajak egyes | 84,90     | 2.        | 84,36     | 4.        | 169,26     | 4.         | 87,31    | 4.       | 84,39   | 1.      | 171,70     |            |
| Jan Benzien                    | Kenu egyes  | 85,92     | 3.        | 84,58     | 2.        | 170,50     | 2.         | 95,15    | 12.      | kiesett | kiesett | kiesett    | kiesett    |
| Felix Michel Sebastian Piersig | Kenu kettes | 96,04     | 3.        | 96,33     | 4.        | 192,37     | 5.         | 94,38    | 1.       | 110,05  | 6.      | 204,43     | 6.         |

Női
| Versenyző         | Versenyszám | Selejtező | Selejtező | Selejtező | Selejtező | Selejtező  | Selejtező  | Elődöntő | Elődöntő | Döntő   | Döntő   | Összesítés | Összesítés |
| Versenyző         | Versenyszám | 1. futam  | 1. futam  | 2. futam  | 2. futam  | Összesítés | Összesítés | Elődöntő | Elődöntő | Döntő   | Döntő   | Összesítés | Összesítés |
| Versenyző         | Versenyszám | Pont      | Hely.     | Pont      | Hely.     | Pont       | Hely.      | Pont     | Hely.    | Pont    | Hely.   | Pont       | Helyezés   |
| ----------------- | ----------- | --------- | --------- | --------- | --------- | ---------- | ---------- | -------- | -------- | ------- | ------- | ---------- | ---------- |
| Jennifer Bongardt | Kajak egyes | 92,79     | 1.        | 96,58     | 5.        | 189,37     | 4.         | 203,29   | 15.      | kiesett | kiesett | kiesett    | kiesett    |

## Kerékpározás

### Hegyi-kerékpározás
| Versenyző        | Versenyszám        | Idő              | Helyezés |
| ---------------- | ------------------ | ---------------- | -------- |
| Manuel Fumic     | Férfi terepverseny | 2:01:16 (+5:17)  | 11.      |
| Wolfram Kurschat | Férfi terepverseny | 2 kör hátrány    | 33.      |
| Moritz Milatz    | Férfi terepverseny | 2:02:59 (+7:00)  | 16.      |
| Adelheid Morath  | Női terepverseny   | 2:02:25 (+17:14) | 18.      |
| Sabine Spitz     | Női terepverseny   | 1:45:11          |          |

### Országúti kerékpározás
Férfi
| Versenyző         | Versenyszám   | Idő                   | Helyezés      |
| ----------------- | ------------- | --------------------- | ------------- |
| Gerald Ciolek     | Mezőnyverseny | nem ért célba         | nem ért célba |
| Jens Voigt        | Mezőnyverseny | nem ért célba         | nem ért célba |
| Fabian Wegmann    | Mezőnyverseny | 6:26:17 (+2:28)       | 20.           |
| Bert Grabsch      | Mezőnyverseny | nem ért célba         | nem ért célba |
| Bert Grabsch      | Időfutam      | 1:05:26,20 (+3:14,77) | 13.           |
| Stefan Schumacher | Időfutam      | kizárták              | kizárták      |
| Stefan Schumacher | Mezőnyverseny | kizárták              | kizárták      |

Női
| Versenyző         | Versenyszám   | Idő                 | Helyezés |
| ----------------- | ------------- | ------------------- | -------- |
| Trixi Worrack     | Mezőnyverseny | 3:32:52 (+0:28)     | 20.      |
| Judith Arndt      | Mezőnyverseny | 3:33:51 (+1:27)     | 41.      |
| Judith Arndt      | Időfutam      | 35:59,77 (+1:08,05) | 6.       |
| Hanka Kupfernagel | Időfutam      | 36:35,05 (+1:43,33) | 11.      |
| Hanka Kupfernagel | Mezőnyverseny | 3:33:25 (+1:01)     | 39.      |

### Pálya-kerékpározás
Sprintversenyek
| Versenyző                                | Versenyszám         | Selejtező | Selejtező | 1. forduló                 | Vigaszág               | Vigaszág | 2. forduló                 | Vigaszág                                                      | Vigaszág | 9–12. helyért                                                                | 9–12. helyért | Negyeddöntő                        | 5–8. helyért           | 5–8. helyért | Elődöntő                                                                      | Döntő                                                                             | Helyezés |
| Versenyző                                | Versenyszám         | Idő       | Hely.     | Ellenfél Győztes idő       | Ellenfelek Győztes idő | Hely.    | Ellenfél Győztes idő       | Ellenfelek Győztes idő                                        | Hely.    | Ellenfelek Győztes idő                                                       | Hely.         | Ellenfél Győztes idő               | Ellenfelek Győztes idő | Hely.        | Ellenfél Győztes idő                                                          | Ellenfél Győztes idő                                                              | Helyezés |
| ---------------------------------------- | ------------------- | --------- | --------- | -------------------------- | ---------------------- | -------- | -------------------------- | ------------------------------------------------------------- | -------- | ---------------------------------------------------------------------------- | ------------- | ---------------------------------- | ---------------------- | ------------ | ----------------------------------------------------------------------------- | --------------------------------------------------------------------------------- | -------- |
| Maximilian Levy                          | Férfi egyéni sprint | 10,199    | 6.        | Teun Mulder (NED) · 10,840 |                        |          | Ryan Bayley (AUS) · 10,763 |                                                               |          |                                                                              |               | Teun Mulder (NED) · 10,689, 10,660 |                        |              | Jason Kenny (GBR) · 10,594, 10,335                                            | Bronzmérkőzés · Mickael Bourgain (FRA) · 11,047, 10,666, 10,560                   | 4.       |
| Stefan Nimke                             | Férfi egyéni sprint | 10,064    | 3.        | Csang Lej (CHN) · 10,828   |                        |          | Teun Mulder (NED) · 10,888 | Mohd Azizulhasni Awang (MAS) · Roberto Chiappa (ITA) · 11,010 | 2.       | Roberto Chiappa (ITA) · Ryan Bayley (AUS) · Vatanabe Kazunari (JPN) · 11,051 | 1.            |                                    |                        |              |                                                                               |                                                                                   | 9.       |
| René Enders Maximilian Levy Stefan Nimke | Férfi csapatsprint  | 44,197    | 3.        |                            |                        |          |                            |                                                               |          |                                                                              |               |                                    |                        |              | Japán (JPN) · Nagai Kijofumi · Nagacuka Tomohiro · Vatanabe Kazunari · 43,699 | Bronzmérkőzés · Ausztrália (AUS) · Ryan Bayley · Dan Ellis · Mark French · 44,014 |          |

Üldözőversenyek
| Versenyző    | Versenyszám              | Selejtező | Selejtező | Elődöntő     | Elődöntő  | Elődöntő | Döntő        | Döntő     | Döntő    |
| Versenyző    | Versenyszám              | Idő       | Hely.     | Ellenfél Idő | Saját idő | Hely.    | Ellenfél Idő | Saját idő | Helyezés |
| ------------ | ------------------------ | --------- | --------- | ------------ | --------- | -------- | ------------ | --------- | -------- |
| Verena Jooss | Női egyéni üldözőverseny | 3:44,480  | 11.       | kiesett      | kiesett   | kiesett  | kiesett      | kiesett   | kiesett  |

Keirin
| Versenyző         | Versenyszám  | 1. forduló | Vigaszág | 2. forduló | Döntő    | Helyezés |
| Versenyző         | Versenyszám  | Helyezés   | Helyezés | Helyezés   | Helyezés | Helyezés |
| ----------------- | ------------ | ---------- | -------- | ---------- | -------- | -------- |
| Carsten Bergemann | Férfi keirin | 2.         |          | 3.         | 5.       | 5.       |
| Maximilian Levy   | Férfi keirin | 7.         | 2.       | kiesett    | kiesett  | 13.      |

Pontversenyek
| Versenyző                | Versenyszám       | Pont          | Helyezés      |
| ------------------------ | ----------------- | ------------- | ------------- |
| Roger Kluge              | Férfi pontverseny | 58            |               |
| Verena Jooss             | Női pontverseny   | nem ért célba | nem ért célba |
| Roger Kluge Olaf Pollack | Férfi madison     | 15            | 5.            |

## Kézilabda

### Férfi

#### Eredmények
Csoportkör
B csoport
| Csapat            | M | Gy | D | V | G+  | G–  | Gk | P |
| ----------------- | - | -- | - | - | --- | --- | -- | - |
| Dél-Korea (KOR)   | 5 | 3  | 0 | 2 | 122 | 129 | –7 | 6 |
| Dánia (DEN)       | 5 | 2  | 2 | 1 | 137 | 131 | +6 | 6 |
| Izland (ISL)      | 5 | 2  | 2 | 1 | 151 | 146 | +5 | 6 |
| Oroszország (RUS) | 5 | 2  | 1 | 2 | 136 | 131 | +5 | 5 |
| Németország (GER) | 5 | 2  | 1 | 2 | 126 | 130 | –4 | 5 |
| Egyiptom (EGY)    | 5 | 0  | 2 | 3 | 127 | 132 | –5 | 2 |

| 2008. augusztus 10. 15:45 | Németország (GER) | 27–23       | Dél-Korea (KOR) | Olimpiai Sport Centrum, Peking Játékvezetők: Canbro, Claesson (SWE) |
| 2008. augusztus 10. 15:45 | Kraus 7           | (10–13)     | Cso Cshihjo 7   | Olimpiai Sport Centrum, Peking Játékvezetők: Canbro, Claesson (SWE) |
| 2008. augusztus 10. 15:45 | 3× 3×             | Jegyzőkönyv | 3× 3×           | Olimpiai Sport Centrum, Peking Játékvezetők: Canbro, Claesson (SWE) |

| 2008. augusztus 12. 20:45 | Izland (ISL) | 33–29       | Németország (GER) | Olimpiai Sport Centrum, Peking Játékvezetők: Bord, Buy (FRA) |
| 2008. augusztus 12. 20:45 | Guðjónsson 8 | (17–14)     | Kraus 13          | Olimpiai Sport Centrum, Peking Játékvezetők: Bord, Buy (FRA) |
| 2008. augusztus 12. 20:45 | 2× 3×        | Jegyzőkönyv | 5× 2× 1×          | Olimpiai Sport Centrum, Peking Játékvezetők: Bord, Buy (FRA) |

| 2008. augusztus 14. 09:00 | Németország (GER) | 25–23       | Egyiptom (EGY) | Olimpiai Sport Centrum, Peking Játékvezetők: Krstic, Ljubic (SLO) |
| 2008. augusztus 14. 09:00 | Glandorf 7        | (14–14)     | ez-Zaki 7      | Olimpiai Sport Centrum, Peking Játékvezetők: Krstic, Ljubic (SLO) |
| 2008. augusztus 14. 09:00 | 5× 3×             | Jegyzőkönyv | 8× 4×          | Olimpiai Sport Centrum, Peking Játékvezetők: Krstic, Ljubic (SLO) |

| 2008. augusztus 16. 15:45 | Oroszország (RUS) | 24–24       | Németország (GER) | Olimpiai Sport Centrum, Peking Játékvezetők: Gjeding, Hansen (DEN) |
| 2008. augusztus 16. 15:45 | Filippov 6        | (11–10)     | Kraus 6           | Olimpiai Sport Centrum, Peking Játékvezetők: Gjeding, Hansen (DEN) |
| 2008. augusztus 16. 15:45 | 6× 1×             | Jegyzőkönyv | 3× 4×             | Olimpiai Sport Centrum, Peking Játékvezetők: Gjeding, Hansen (DEN) |

| 2008. augusztus 18. 19:00 | Németország (GER) | 21–27       | Dánia (DEN) | Olimpiai Sport Centrum, Peking Játékvezetők: Krstic, Ljubic (SLO) |
| 2008. augusztus 18. 19:00 | Kraus 6           | (12–15)     | Boesen 8    | Olimpiai Sport Centrum, Peking Játékvezetők: Krstic, Ljubic (SLO) |
| 2008. augusztus 18. 19:00 | 4× 4× 1×          | Jegyzőkönyv | 6× 3×       | Olimpiai Sport Centrum, Peking Játékvezetők: Krstic, Ljubic (SLO) |

| Csapat            | Helyezés |
| ----------------- | -------- |
| Németország (GER) | 9.       |

### Női

#### Eredmények
Csoportkör
B csoport
| Csapat             | M | Gy | D | V | G+  | G–  | Gk  | P |
| ------------------ | - | -- | - | - | --- | --- | --- | - |
| Oroszország (RUS)  | 5 | 4  | 1 | 0 | 148 | 125 | +23 | 9 |
| Dél-Korea (KOR)    | 5 | 3  | 1 | 1 | 155 | 127 | +28 | 7 |
| Magyarország (HUN) | 5 | 2  | 1 | 2 | 129 | 142 | –13 | 5 |
| Svédország (SWE)   | 5 | 2  | 0 | 3 | 123 | 137 | –14 | 4 |
| Brazília (BRA)     | 5 | 1  | 1 | 3 | 124 | 137 | –13 | 3 |
| Németország (GER)  | 5 | 1  | 0 | 4 | 123 | 134 | –11 | 2 |

| 2008. augusztus 9. 20:45 | Németország (GER) | 24–22       | Brazília (BRA) | Olimpiai Sport Centrum, Peking Játékvezetők: Breto, Huelin (ESP) |
| 2008. augusztus 9. 20:45 | Krause 6          | (11–12)     | Santos 6       | Olimpiai Sport Centrum, Peking Játékvezetők: Breto, Huelin (ESP) |
| 2008. augusztus 9. 20:45 | 2× 3×             | Jegyzőkönyv | 2× 3×          | Olimpiai Sport Centrum, Peking Játékvezetők: Breto, Huelin (ESP) |

| 2008. augusztus 11. 15:45 | Dél-Korea (KOR) | 30–20       | Németország (GER) | Olimpiai Sport Centrum, Peking Játékvezetők: Krstic, Ljubic (SLO) |
| 2008. augusztus 11. 15:45 | Hong Dzsongho 6 | (12–9)      | Jurack, Loerper 4 | Olimpiai Sport Centrum, Peking Játékvezetők: Krstic, Ljubic (SLO) |
| 2008. augusztus 11. 15:45 | 6× 3×           | Jegyzőkönyv | 3× 3×             | Olimpiai Sport Centrum, Peking Játékvezetők: Krstic, Ljubic (SLO) |

| 2008. augusztus 13. 20:45 | Németország (GER) | 24–25       | Magyarország (HUN) | Olimpiai Sport Centrum, Peking Játékvezetők: Gjeding, Hansen (DEN) |
| 2008. augusztus 13. 20:45 | Krause 9          | (14–12)     | Görbicz 9          | Olimpiai Sport Centrum, Peking Játékvezetők: Gjeding, Hansen (DEN) |
| 2008. augusztus 13. 20:45 | 4× 3×             | Jegyzőkönyv | 7× 4×              | Olimpiai Sport Centrum, Peking Játékvezetők: Gjeding, Hansen (DEN) |

| 2008. augusztus 15. 14:00 | Németország (GER) | 26–27       | Svédország (SWE) | Olimpiai Sport Centrum, Peking Játékvezetők: Bord, Buy (FRA) |
| 2008. augusztus 15. 14:00 | Althaus, Wörz 5   | (13–13)     | Ahlm 7           | Olimpiai Sport Centrum, Peking Játékvezetők: Bord, Buy (FRA) |
| 2008. augusztus 15. 14:00 | 4× 2× 1×          | Jegyzőkönyv | 4× 4×            | Olimpiai Sport Centrum, Peking Játékvezetők: Bord, Buy (FRA) |

| 2008. augusztus 17. 19:00 | Oroszország (RUS) | 30–29       | Németország (GER) | Olimpiai Sport Centrum, Peking Játékvezetők: Gjeding, Hansen (DEN) |
| 2008. augusztus 17. 19:00 | Posztnova 8       | (16–14)     | Wörz 8            | Olimpiai Sport Centrum, Peking Játékvezetők: Gjeding, Hansen (DEN) |
| 2008. augusztus 17. 19:00 | 4× 2×             | Jegyzőkönyv | 3× 3×             | Olimpiai Sport Centrum, Peking Játékvezetők: Gjeding, Hansen (DEN) |

| Csapat            | Helyezés |
| ----------------- | -------- |
| Németország (GER) | 11.      |

## Kosárlabda

### Férfi

#### Eredmények
Csoportkör
B csoport
| Csapat                 | M | Gy | V | P+  | P–  | Pk   |
| ---------------------- | - | -- | - | --- | --- | ---- |
| Egyesült Államok (USA) | 5 | 5  | 0 | 514 | 354 | +160 |
| Spanyolország (ESP)    | 5 | 4  | 1 | 418 | 368 | +50  |
| Görögország (GRE)      | 5 | 3  | 2 | 415 | 375 | +40  |
| Kína (CHN)             | 5 | 2  | 3 | 366 | 400 | –34  |
| Németország (GER)      | 5 | 1  | 4 | 330 | 390 | –60  |
| Angola (ANG)           | 5 | 0  | 5 | 321 | 477 | –156 |

| 2008. augusztus 10. 11:15 | Németország (GER)                        | 95–66     | Angola (ANG) | Vukoszung Sportcsarnok, Peking Nézőszám: 11 083 Játékvezetők: Romualdas Brazauskas (LTU) |
| 2008. augusztus 10. 11:15 | (25–21, 29–13, 24–18, 17–14) Jegyzőkönyv |           |              | Vukoszung Sportcsarnok, Peking Nézőszám: 11 083 Játékvezetők: Romualdas Brazauskas (LTU) |
| 2008. augusztus 10. 11:15 | Kaman 24                                 | Pont      | Mingas 24    | Vukoszung Sportcsarnok, Peking Nézőszám: 11 083 Játékvezetők: Romualdas Brazauskas (LTU) |
| 2008. augusztus 10. 11:15 | Jagla 11                                 | Lepattanó | Gomes 8      | Vukoszung Sportcsarnok, Peking Nézőszám: 11 083 Játékvezetők: Romualdas Brazauskas (LTU) |
| 2008. augusztus 10. 11:15 | Hamann 4                                 | Gólpassz  | Cipriano 2   | Vukoszung Sportcsarnok, Peking Nézőszám: 11 083 Játékvezetők: Romualdas Brazauskas (LTU) |

| 2008. augusztus 12. 14:30 | Görögország (GRE)                        | 87–64     | Németország (GER) | Vukoszung Sportcsarnok, Peking Nézőszám: 11 083 Játékvezetők: Carl Jungebrand (FIN) |
| 2008. augusztus 12. 14:30 | (21–23, 23–10, 25–15, 18–16) Jegyzőkönyv |           |                   | Vukoszung Sportcsarnok, Peking Nézőszám: 11 083 Játékvezetők: Carl Jungebrand (FIN) |
| 2008. augusztus 12. 14:30 | Szpanúlisz 23                            | Pont      | Nowitzki 13       | Vukoszung Sportcsarnok, Peking Nézőszám: 11 083 Játékvezetők: Carl Jungebrand (FIN) |
| 2008. augusztus 12. 14:30 | Burúszisz 8                              | Lepattanó | Nowitzki 6        | Vukoszung Sportcsarnok, Peking Nézőszám: 11 083 Játékvezetők: Carl Jungebrand (FIN) |
| 2008. augusztus 12. 14:30 | Szpanúlisz 5                             | Gólpassz  | Greene 2          | Vukoszung Sportcsarnok, Peking Nézőszám: 11 083 Játékvezetők: Carl Jungebrand (FIN) |

| 2008. augusztus 14. 09:00 | Németország (GER)                        | 59–72     | Spanyolország (ESP) | Vukoszung Sportcsarnok, Peking Nézőszám: 11 083 Játékvezetők: Fabio Facchini (ITA) |
| 2008. augusztus 14. 09:00 | (15–12, 21–27, 12–20, 11–13) Jegyzőkönyv |           |                     | Vukoszung Sportcsarnok, Peking Nézőszám: 11 083 Játékvezetők: Fabio Facchini (ITA) |
| 2008. augusztus 14. 09:00 | Hamann 15                                | Pont      | Calderón 15         | Vukoszung Sportcsarnok, Peking Nézőszám: 11 083 Játékvezetők: Fabio Facchini (ITA) |
| 2008. augusztus 14. 09:00 | Kaman 10                                 | Lepattanó | M. Gasol 8          | Vukoszung Sportcsarnok, Peking Nézőszám: 11 083 Játékvezetők: Fabio Facchini (ITA) |
| 2008. augusztus 14. 09:00 | Hamann 3                                 | Gólpassz  | P. Gasol, Rubio 3   | Vukoszung Sportcsarnok, Peking Nézőszám: 11 083 Játékvezetők: Fabio Facchini (ITA) |

| 2008. augusztus 16. 20:00 | Kína (CHN)                            | 59–55     | Németország (GER) | Vukoszung Sportcsarnok, Peking Nézőszám: 11 083 Játékvezetők: Eddie Rush (USA) |
| 2008. augusztus 16. 20:00 | (19–9, 8–22, 20–8, 12–16) Jegyzőkönyv |           |                   | Vukoszung Sportcsarnok, Peking Nézőszám: 11 083 Játékvezetők: Eddie Rush (USA) |
| 2008. augusztus 16. 20:00 | Jao Ming 25                           | Pont      | Nowitzki 24       | Vukoszung Sportcsarnok, Peking Nézőszám: 11 083 Játékvezetők: Eddie Rush (USA) |
| 2008. augusztus 16. 20:00 | Jao Ming, Ji Csien-lien 11            | Lepattanó | Nowitzki 17       | Vukoszung Sportcsarnok, Peking Nézőszám: 11 083 Játékvezetők: Eddie Rush (USA) |
| 2008. augusztus 16. 20:00 | Liu Vej 3                             | Gólpassz  | Hamann, Garrett 2 | Vukoszung Sportcsarnok, Peking Nézőszám: 11 083 Játékvezetők: Eddie Rush (USA) |

| 2008. augusztus 18. 20:00 | Egyesült Államok (USA)                   | 106–57    | Németország (GER) | Vukoszung Sportcsarnok, Peking Nézőszám: 11 083 Játékvezetők: Juan Carlos Arteaga (ESP) |
| 2008. augusztus 18. 20:00 | (31–12, 22–17, 30–17, 23–11) Jegyzőkönyv |           |                   | Vukoszung Sportcsarnok, Peking Nézőszám: 11 083 Játékvezetők: Juan Carlos Arteaga (ESP) |
| 2008. augusztus 18. 20:00 | Howard 22                                | Pont      | Nowitzki 14       | Vukoszung Sportcsarnok, Peking Nézőszám: 11 083 Játékvezetők: Juan Carlos Arteaga (ESP) |
| 2008. augusztus 18. 20:00 | Howard 10                                | Lepattanó | Nowitzki 8        | Vukoszung Sportcsarnok, Peking Nézőszám: 11 083 Játékvezetők: Juan Carlos Arteaga (ESP) |
| 2008. augusztus 18. 20:00 | Williams 5                               | Gólpassz  | Hamann, Jagla 2   | Vukoszung Sportcsarnok, Peking Nézőszám: 11 083 Játékvezetők: Juan Carlos Arteaga (ESP) |

| Csapat      | Helyezés |
| ----------- | -------- |
| Németország | 9.       |

## Labdarúgás

### Női
| #                   | Név                    | Klub                | Születési idő és életkor         | Játszott | Gól     | Sárga lap | sárga lap · 2. sárga lap · kiállítva | kiállítva |
| Kapusok             | Kapusok                | Kapusok             | Kapusok                          | Kapusok  | Kapusok | Kapusok   | Kapusok                              | Kapusok   |
| ------------------- | ---------------------- | ------------------- | -------------------------------- | -------- | ------- | --------- | ------------------------------------ | --------- |
| 1                   | Nadine Angerer         | Djurgardens IF      | 1978. november 10. (29 évesen)   | 6        | 0       | 0         | 0                                    | 0         |
| 12                  | Ursula Holl            | SC 07 Bad Neuenahr  | 1982. június 26. (26 évesen)     | 0        | 0       | 0         | 0                                    | 0         |
| Védők               |                        |                     |                                  |          |         |           |                                      |           |
| 2                   | Kerstin Stegemann      | Wattenscheid 09     | 1977. szeptember 29. (30 évesen) | 6        | 1       | 0         | 0                                    | 0         |
| 3                   | Saskia Bartusiak       | 1. FFC Frankfurt    | 1982. szeptember 9. (25 évesen)  | 0        | 0       | 0         | 0                                    | 0         |
| 4                   | Babett Peter           | FFC Turbine Potsdam | 1988. május 12. (20 évesen)      | 3(1)     | 0       | 0         | 0                                    | 0         |
| 5                   | Annike Krahn           | FCR 2001 Duisburg   | 1985. július 1. (23 évesen)      | 6        | 0       | 0         | 0                                    | 0         |
| 6                   | Linda Bresonik         | SG Essen-Schönebeck | 1983. december 7. (24 évesen)    | 4        | 0       | 1         | 0                                    | 0         |
| 17                  | Ariane Hingst          | Djurgardens IF      | 1979. július 25. (29 évesen)     | 6        | 0       | 0         | 0                                    | 0         |
| Középpályások       |                        |                     |                                  |          |         |           |                                      |           |
| 7                   | Melanie Behringer      | SC Freiburg         | 1979. november 18. (28 évesen)   | 6        | 0       | 0         | 0                                    | 0         |
| 10                  | Renate Lingor          | 1. FFC Frankfurt    | 1975. október 11. (32 évesen)    | 6        | 0       | 0         | 0                                    | 0         |
| 13                  | Célia Okoyino da Mbabi | SC 07 Bad Neuenahr  | 1988. június 27. (20 évesen)     | 4(4)     | 0       | 0         | 0                                    | 0         |
| 14                  | Simone Laudehr         | FCR 2001 Duisburg   | 1986. július 12. (22 évesen)     | 6        | 1       | 2         | 0                                    | 0         |
| 15                  | Fatmire Bajramaj       | FCR 2001 Duisburg   | 1988. április 1. (20 évesen)     | 4(4)     | 2       | 0         | 0                                    | 0         |
| 18                  | Kerstin Garefrekes     | 1. FFC Frankfurt    | 1979. szeptember 4. (28 évesen)  | 6        | 1       | 0         | 0                                    | 0         |
| Csatárok            |                        |                     |                                  |          |         |           |                                      |           |
| 8                   | Sandra Smisek          | 1. FFC Frankfurt    | 1977. július 3. (31 évesen)      | 4        | 0       | 0         | 0                                    | 0         |
| 9                   | Birgit Prinz (csk)     | 1. FFC Frankfurt    | 1977. október 25. (30 évesen)    | 6        | 1       | 2         | 0                                    | 0         |
| 11                  | Anja Mittag            | FFC Turbine Potsdam | 1985. május 16. (23 évesen)      | 4(2)     | 1       | 0         | 0                                    | 0         |
| 16                  | Conny Pohlers          | 1. FFC Frankfurt    | 1978. november 16. (29 évesen)   | 1(1)     | 0       | 0         | 0                                    | 0         |
| Szövetségi kapitány |                        |                     |                                  |          |         |           |                                      |           |
|                     | Silvia Neid            |                     | 1964. május 2. (44 évesen)       |          |         |           |                                      |           |

- Kor: 2008. augusztus 6-i kora

#### Eredmények
F csoport
| Nemzet            | M | Gy | D | V | G+ | G- | Gk | P |
| ----------------- | - | -- | - | - | -- | -- | -- | - |
| Brazília (BRA)    | 3 | 2  | 1 | 0 | 5  | 2  | +3 | 7 |
| Németország (GER) | 3 | 2  | 1 | 0 | 2  | 0  | +2 | 7 |
| Észak-Korea (PRK) | 3 | 1  | 0 | 2 | 2  | 3  | –1 | 3 |
| Nigéria (NGR)     | 3 | 0  | 0 | 3 | 1  | 5  | –4 | 0 |

| 2008. augusztus 6. 17:00 |

| Németország (GER) | 0–0         | Brazília (BRA) |
| ----------------- | ----------- | -------------- |
|                   | Jegyzőkönyv |                |

| Senjangi Olimpiai Stadion, Senjang Nézőszám: 20 703 Játékvezető: Kari Seitz (amerikai) |

| 2008. augusztus 9. 17:00 |

| Nigéria (NGR) | 0–1               | Németország (GER) |
| ------------- | ----------------- | ----------------- |
|               | (0–0) Jegyzőkönyv | Stegemann 64'     |

| Senjangi Olimpiai Stadion, Senjang Nézőszám: 19 266 Játékvezető: Jenny Palmqvist (svéd) |

| 2008. augusztus 12. 17:00 |

| Észak-Korea (PRK) | 0–1               | Németország (GER) |
| ----------------- | ----------------- | ----------------- |
|                   | (0–0) Jegyzőkönyv | Mittag 86'        |

| Tiencsini Olimpiai Stadion, Tiencsin Nézőszám: 12 387 Játékvezető: Dianne Ferreira-James (guyanai) |

Negyeddöntő
| 2008. augusztus 15. 21:00 |

| Svédország (SWE) | 0–2 (h. u.)                 | Németország (GER)            |
| ---------------- | --------------------------- | ---------------------------- |
|                  | (0–0, 0–0, 0–1) Jegyzőkönyv | Garefrekes 105' Laudehr 115' |

| Senjangi Olimpiai Stadion, Senjang Nézőszám: 17 209 Játékvezető: Dagmar Damková (cseh) |

Elődöntő
| 2008. augusztus 18. 18:00 |

| Brazília (BRA)                          | 4–1               | Németország (GER) |
| --------------------------------------- | ----------------- | ----------------- |
| Formiga 43' Cristiane 49' 76' Marta 53' | (1–1) Jegyzőkönyv | Prinz 10'         |

| Sanghaj Stadion, Sanghaj Nézőszám: 26 976 Játékvezető: Hong Una (dél-koreai) |

Bronzmérkőzés
| 2008. augusztus 21. 18:00 |

| Németország (GER) | 2–0               | Japán (JPN) |
| ----------------- | ----------------- | ----------- |
| Bajramaj 69' 87'  | (0–0) Jegyzőkönyv |             |

| Munkás Stadion, Peking Nézőszám: 49 285 Játékvezető: Estela Álvarez (argentin) |

| Csapat            | Helyezés |
| ----------------- | -------- |
| Németország (GER) |          |

## Lovaglás
Díjlovaglás
| Versenyző                                    | Ló                            | Versenyszám | 1. kör | 1. kör | 2. kör | 2. kör | 3. kör  | 3. kör  | Végeredmény | Végeredmény |
| Versenyző                                    | Ló                            | Versenyszám | Pont   | Hely.  | Pont   | Hely.  | Pont    | Hely.   | Pont        | Helyezés    |
| -------------------------------------------- | ----------------------------- | ----------- | ------ | ------ | ------ | ------ | ------- | ------- | ----------- | ----------- |
| Nadine Capellmann                            | Elvis VA                      | Egyéni      | 70,083 | 8.     | 67,240 | 16.    | kiesett | kiesett | kiesett     | kiesett     |
| Heike Kemmer                                 | Bonaparte 67                  | Egyéni      | 72,250 | 3.     | 72,960 | 3.     | 75,950  | 3.      | 74,455      |             |
| Isabell Werth                                | Satchmo                       | Egyéni      | 76,417 | 1.     | 75,200 | 1.     | 78,100  | 2.      | 76,650      |             |
| Nadine Capellmann Heike Kemmer Isabell Werth | Elvis VA Bonaparte 67 Satchmo | Csapat      |        |        |        |        |         |         | 72,917      |             |

Díjugratás
| Versenyző                                                                   | Ló                                               | Versenyszám | Selejtező | Selejtező | Selejtező | Selejtező | Selejtező | Selejtező | Selejtező | Selejtező | Döntő    | Döntő    | Döntő    | Döntő    | Végeredmény | Végeredmény |
| Versenyző                                                                   | Ló                                               | Versenyszám | 1. kör    | 1. kör    | 2. kör    | 2. kör    | 2. kör    | 3. kör    | 3. kör    | 3. kör    | 1. kör   | 1. kör   | 2. kör   | 2. kör   | Végeredmény | Végeredmény |
| Versenyző                                                                   | Ló                                               | Versenyszám | Bünt.     | Hely.     | Bünt.     | Össz.     | Hely.     | Bünt.     | Össz.     | Hely.     | Bünt.    | Hely.    | Bünt.    | Hely.    | Bünt.       | Helyezés    |
| --------------------------------------------------------------------------- | ------------------------------------------------ | ----------- | --------- | --------- | --------- | --------- | --------- | --------- | --------- | --------- | -------- | -------- | -------- | -------- | ----------- | ----------- |
| Christian Ahlmann                                                           | Cöster                                           | Egyéni      | kizárták  | kizárták  | kizárták  | kizárták  | kizárták  | kizárták  | kizárták  | kizárták  | kizárták | kizárták | kizárták | kizárták | kizárták    | kizárták    |
| Ludger Beerbaum                                                             | All Inclusive                                    | Egyéni      | 10        | 51.       | 8         | 18        | 36.       | 6         | 24        | 28.       | 4        | 11.      | 0        | 1.       | 4           | 7.***       |
| Marco Kutscher                                                              | Cornet Obolensky                                 | Egyéni      | kizárták  | kizárták  | kizárták  | kizárták  | kizárták  | kizárták  | kizárták  | kizárták  | kizárták | kizárták | kizárták | kizárták | kizárták    | kizárták    |
| Meredith Michaels-Beerbaum                                                  | Shutterfly                                       | Egyéni      | 6         | 42.       | 4         | 10        | 23.       | 4         | 14        | 13.       | 4        | 11.      | 0        | 1.       | 4           | 4.***       |
| Christian Ahlmann Ludger Beerbaum Marco Kutscher Meredith Michaels-Beerbaum | Cöster All Inclusive Cornet Obolensky Shutterfly | Csapat      |           |           |           |           |           |           |           |           | kizárták | kizárták | kizárták | kizárták | kizárták    | kizárták    |

| Versenyző                  | Ló            | Versenyszám | Szétugratás a bronzéremért | Szétugratás a bronzéremért | Szétugratás a bronzéremért |
| Versenyző                  | Ló            | Versenyszám | Bünt.                      | Idő                        | Helyezés                   |
| -------------------------- | ------------- | ----------- | -------------------------- | -------------------------- | -------------------------- |
| Ludger Beerbaum            | All Inclusive | Egyéni      | 4                          | 36,16                      | 7.                         |
| Meredith Michaels-Beerbaum | Shutterfly    | Egyéni      | 0                          | 35,37                      | 4.                         |

Lovastusa
| Versenyző                                                                  | Ló                                                          | Versenyszám | Díjlovaglás | Díjlovaglás | Tereplovaglás | Tereplovaglás | Tereplovaglás | Díjugratás | Díjugratás | Díjugratás | Díjugratás | Végeredmény | Végeredmény |
| Versenyző                                                                  | Ló                                                          | Versenyszám | Díjlovaglás | Díjlovaglás | Tereplovaglás | Tereplovaglás | Tereplovaglás | 1. kör     | 1. kör     | 2. kör     | 2. kör     | Végeredmény | Végeredmény |
| Versenyző                                                                  | Ló                                                          | Versenyszám | Bünt.       | Hely.       | Bünt.         | Hely.         | Össz.         | Bünt.      | Hely.      | Bünt.      | Hely.      | Bünt.       | Helyezés    |
| -------------------------------------------------------------------------- | ----------------------------------------------------------- | ----------- | ----------- | ----------- | ------------- | ------------- | ------------- | ---------- | ---------- | ---------- | ---------- | ----------- | ----------- |
| Andreas Dibowski                                                           | Butts Leon                                                  | Egyéni      | 39,6        | 11.         | 17,6          | 16.           | 8.            | 0          | 1.         | 8          | 19.        | 65,2        | 8.          |
| Ingrid Klimke                                                              | Abraxxas                                                    | Egyéni      | 33,5        | 3.          | 17,2          | 13.**         | 2.            | 4          | 19.        | 5          | 18.        | 59,7        | 5.          |
| Frank Ostholt                                                              | Mr. Medicott                                                | Egyéni      | 44,6        | 21.         | 13,2          | 4.*           | 12.           | 0          | 1.         | kiesett    | kiesett    | 57,8        | 25.         |
| Hinrich Romeike                                                            | Marius                                                      | Egyéni      | 37,4        | 7.          | 12,8          | 3.            | 1.            | 4          | 19.        | 0          | 1.         | 54,2        |             |
| Peter Thomsen                                                              | The Ghost Of Hamish                                         | Egyéni      | 53,3        | 46.         | 45,6          | 43.           | 44.           | 4          | 19.        | kiesett    | kiesett    | 102,9       | 37.         |
| Andreas Dibowski Ingrid Klimke Frank Ostholt Hinrich Romeike Peter Thomsen | Butts Leon Abraxxas Mr. Medicott Marius The Ghost Of Hamish | Csapat      | 110,5       | 2.          | 43,2          | 2.            | 1.            | 8          | 3.         |            |            | 166,1       |             |

* - egy másik versenyzővel azonos eredményt ért el

** - két másik versenyzővel azonos eredményt ért el

*** - öt másik versenyzővel azonos eredményt ért el

## Műugrás
Férfi
| Versenyző                     | Versenyszám          | Selejtező | Selejtező | Elődöntő | Elődöntő | Döntő   | Döntő    |
| Versenyző                     | Versenyszám          | Pont      | Helyezés  | Pont     | Helyezés | Pont    | Helyezés |
| ----------------------------- | -------------------- | --------- | --------- | -------- | -------- | ------- | -------- |
| Pavlo Rozenberg               | Egyéni műugrás       | 431,65    | 16.       | 454,30   | 12.      | 485,60  | 5.       |
| Patrick Hausding              | Egyéni műugrás       | 451,65    | 11.       | 481,90   | 5.       | 462,05  | 8.       |
| Patrick Hausding              | Egyéni toronyugrás   | 423,40    | 17.       | 453,30   | 10.      | 448,30  | 9.       |
| Sascha Klein                  | Egyéni toronyugrás   | 453,80    | 10.       | 382,85   | 18.      | kiesett | kiesett  |
| Pavlo Rozenberg Sascha Klein  | Szinkron műugrás     |           |           |          |          | 402,84  | 6.       |
| Patrick Hausding Sascha Klein | Szinkron toronyugrás |           |           |          |          | 450,42  |          |

Női
| Versenyző                    | Versenyszám          | Selejtező | Selejtező | Elődöntő | Elődöntő | Döntő   | Döntő    |
| Versenyző                    | Versenyszám          | Pont      | Helyezés  | Pont     | Helyezés | Pont    | Helyezés |
| ---------------------------- | -------------------- | --------- | --------- | -------- | -------- | ------- | -------- |
| Katja Dieckow                | Egyéni műugrás       | 302,70    | 9.        | 263,00   | 18.      | kiesett | kiesett  |
| Ditte Kotzian                | Egyéni műugrás       | 282,80    | 16.       | 292,25   | 15.      | kiesett | kiesett  |
| Annett Gamm                  | Egyéni toronyugrás   | 234,30    | 29.       | kiesett  | kiesett  | kiesett | kiesett  |
| Christin Steuer              | Egyéni toronyugrás   | 290,80    | 19.       | kiesett  | kiesett  | kiesett | kiesett  |
| Heike Fischer Ditte Kotzian  | Szinkron műugrás     |           |           |          |          | 318,90  |          |
| Annett Gamm Nora Subschinski | Szinkron toronyugrás |           |           |          |          | 310,29  | 4.       |

## Ökölvívás
| Versenyző         | Versenyszám | Selejtező                     | Nyolcaddöntő      | Negyeddöntő       | Elődöntő          | Döntő             | Helyezés |
| Versenyző         | Versenyszám | Ellenfél Eredmény             | Ellenfél Eredmény | Ellenfél Eredmény | Ellenfél Eredmény | Ellenfél Eredmény | Helyezés |
| ----------------- | ----------- | ----------------------------- | ----------------- | ----------------- | ----------------- | ----------------- | -------- |
| Rustam Rachimow   | Harmatsúly  | Xurshid Tojibaev (UZB) · 2-11 | kiesett           | kiesett           | kiesett           | kiesett           | 17.      |
| Wilhelm Gratschow | Pehelysúly  | Alá esz-Szhíli (TUN) · 5-14   | kiesett           | kiesett           | kiesett           | kiesett           | 17.      |
| Jack Culcay Keth  | Váltósúly   | Kim Dzsongdzsu (KOR) · 11-+11 | kiesett           | kiesett           | kiesett           | kiesett           | 17.      |
| Konstantin Buga   | Középsúly   | Carlos Góngora (ECU) · 7-14   | kiesett           | kiesett           | kiesett           | kiesett           | 17.      |

## Öttusa
| Versenyző        | Versenyszám | Lövészet | Lövészet | Lövészet | Vívás    | Vívás | Vívás | Úszás   | Úszás | Úszás | Lovaglás | Lovaglás | Lovaglás | Lovaglás | Futás    | Futás | Futás | Összesen    | Összesen |
| Versenyző        | Versenyszám | Pontszám | Pont     | Hely.    | Eredmény | Pont  | Hely. | Idő     | Pont  | Hely. | Idő      | Hibapont | Pont     | Hely.    | Idő      | Pont  | Hely. | Összes pont | Helyezés |
| ---------------- | ----------- | -------- | -------- | -------- | -------- | ----- | ----- | ------- | ----- | ----- | -------- | -------- | -------- | -------- | -------- | ----- | ----- | ----------- | -------- |
| Steffen Gebhardt | Férfi       | 183      | 1132     | 15.      | 18-17    | 832   | 13.   | 2:06,84 | 1280  | 19.   | 1:22,61  | 72       | 1128     | 5.       | 9:33,97  | 1108  | 19.   | 5480        | 5.       |
| Eric Walther     | Férfi       | 172      | 1000     | 30.      | 20-15    | 880   | 7.    | 2:00,84 | 1352  | 3.    | 1:46,18  | 308      | 892      | 26.      | 9:18,55  | 1168  | 5.    | 5292        | 16.      |
| Eva Trautmann    | Női         | 168      | 952      | 33.      | 9-26     | 616   | 34.   | 2:17,17 | 1276  | 13.*  | 1:20,46  | 176      | 1024     | 28.      | 10:40,25 | 1160  | 13.   | 5028        | 29.      |
| Lena Schöneborn  | Női         | 177      | 1060     | 20.      | 28-7     | 1072  | 1.    | 2:16,91 | 1280  | 10.   | 1:08,05  | 28       | 1172     | 4.       | 10:28,82 | 1208  | 9.    | 5792        |          |

* - egy másik versenyzővel azonos eredményt ért el

## Röplabda

### Férfi
| #    | Név               | Klub                 | Kor                              | Magasság |
| ---- | ----------------- | -------------------- | -------------------------------- | -------- |
| 1    | Marcus Popp       | Marmi Lanza          | 1981. szeptember 23. (26 évesen) | 192 cm   |
| 4    | Simon Tischer     | Iraklis Thessaloniki | 1982. április 24. (26 évesen)    | 194 cm   |
| 5    | Björn Andrae      | PZU AZS Olsztyn      | 1981. május 14. (27 évesen)      | 200 cm   |
| 7    | Mark Siebeck      | Vakifbank Ankara     | 1975. október 14. (32 évesen)    | 196 cm   |
| 8    | Marcus Böhme      | SC Charlottenburg    | 1985. augusztus 25. (22 évesen)  | 211 cm   |
| 9    | Stefan Hübner     | Sisley Treviso       | 1975. június 13. (33 évesen)     | 200 cm   |
| 10   | Jochen Schöps     | Iskra Odintsovo      | 1983. október 8. (24 évesen)     | 200 cm   |
| 11   | Frank Dehne       | Marmi Lanza          | 1976. február 14. (32 évesen)    | 202 cm   |
| 12   | Christian Pampel  | Gazprom              | 1979. szeptember 6. (28 évesen)  | 198 cm   |
| 13   | Ralph Bergmann    | Moerser SC           | 1970. május 26. (38 évesen)      | 206 cm   |
| 14   | Robert Kromm      | Sempre               | 1984. március 9. (24 évesen)     | 212 cm   |
| 19   | Thomas Kröger     | AON hotVolleys Wien  | 1979. június 11. (29 évesen)     | 190 cm   |
| Edző |                   |                      |                                  |          |
|      | Stelian Moculescu |                      |                                  |          |

- Kor: 2008. augusztus 10-i kora

#### Eredmények
Csoportkör
B csoport
|                     |      | Mérkőzések | Mérkőzések | Pontok | Pontok | Pontok | Szettek | Szettek | Szettek |
| Csapat              | Pont | Gy         | V          | P+     | P–     | PA     | Sz+     | Sz–     | SzA     |
| ------------------- | ---- | ---------- | ---------- | ------ | ------ | ------ | ------- | ------- | ------- |
| Brazília (BRA)      | 9    | 4          | 1          | 427    | 373    | 1,145  | 13      | 4       | 3,250   |
| Oroszország (RUS)   | 9    | 4          | 1          | 496    | 447    | 1,110  | 14      | 7       | 2,000   |
| Lengyelország (POL) | 9    | 4          | 1          | 434    | 404    | 1,074  | 12      | 6       | 2,000   |
| Szerbia (SRB)       | 7    | 2          | 3          | 440    | 439    | 1,002  | 9       | 10      | 0,900   |
| Németország (GER)   | 6    | 1          | 4          | 418    | 440    | 0,950  | 6       | 12      | 0,500   |
| Egyiptom (EGY)      | 5    | 0          | 5          | 267    | 379    | 0,704  | 0       | 15      | 0,000   |

| 2008. augusztus 10. 22:20 | Lengyelország (POL)               | 3–0 | Németország (GER) | Capital Indoor Stadium, Peking Nézőszám: 5700 Játékvezető: Frans Loderus (NED), Massimo Menghini (ITA) |
| 2008. augusztus 10. 22:20 | (25–17, 33–31, 25–20) Jegyzőkönyv |     |                   | Capital Indoor Stadium, Peking Nézőszám: 5700 Játékvezető: Frans Loderus (NED), Massimo Menghini (ITA) |

| 2008. augusztus 12. 10:00 | Oroszország (RUS)                               | 3–2 | Németország (GER) | Beijing Institute of Technology Gymnasium, Peking Nézőszám: 3500 Játékvezető: Patrick Deregnaucourt (FRA), Hóbor Béla (HUN) |
| 2008. augusztus 12. 10:00 | (25–27, 25–21, 21–25, 25–23, 16–14) Jegyzőkönyv |     |                   | Beijing Institute of Technology Gymnasium, Peking Nézőszám: 3500 Játékvezető: Patrick Deregnaucourt (FRA), Hóbor Béla (HUN) |

| 2008. augusztus 14. 12:00 | Németország (GER)                 | 3–0 | Egyiptom (EGY) | Beijing Institute of Technology Gymnasium, Peking Nézőszám: 3200 Játékvezető: Ibrahim Al-Naama (QAT), Jiang Liu (CHN) |
| 2008. augusztus 14. 12:00 | (29–27, 25–21, 25–21) Jegyzőkönyv |     |                | Beijing Institute of Technology Gymnasium, Peking Nézőszám: 3200 Játékvezető: Ibrahim Al-Naama (QAT), Jiang Liu (CHN) |

| 2008. augusztus 16. 12:30 | Szerbia (SRB)                            | 3–1 | Németország (GER) | Capital Indoor Stadium, Peking Nézőszám: 12 500 Játékvezető: Ning Wang (CHN), Hóbor Béla (HUN) |
| 2008. augusztus 16. 12:30 | (25–21, 27–25, 24–26, 25–23) Jegyzőkönyv |     |                   | Capital Indoor Stadium, Peking Nézőszám: 12 500 Játékvezető: Ning Wang (CHN), Hóbor Béla (HUN) |

| 2008. augusztus 18. 12:20 | Németország (GER)                 | 0–3 | Brazília (BRA) | Beijing Institute of Technology Gymnasium, Peking Nézőszám: 3400 Játékvezető: Jiang Liu (CHN), Umit Sokullu (TUR) |
| 2008. augusztus 18. 12:20 | (22–25, 21–25, 23–25) Jegyzőkönyv |     |                | Beijing Institute of Technology Gymnasium, Peking Nézőszám: 3400 Játékvezető: Jiang Liu (CHN), Umit Sokullu (TUR) |

| Csapat            | Helyezés |
| ----------------- | -------- |
| Németország (GER) | 9.       |

### Strandröplabda

#### Férfi
| Versenyző                        | Csoportkör | Csoportkör | 16 közé jutásért                                             | Nyolcaddöntő                                           | Negyeddöntő                                                           | Elődöntő          | Döntő             | Helyezés |
| Versenyző                        | Ellenfél Eredmény | Hely.      | Ellenfél Eredmény                                            | Ellenfél Eredmény                                      | Ellenfél Eredmény                                                     | Ellenfél Eredmény | Ellenfél Eredmény | Helyezés |
| -------------------------------- | --- | ---------- | ------------------------------------------------------------ | ------------------------------------------------------ | --------------------------------------------------------------------- | ----------------- | ----------------- | -------- |
| David Klemperer Eric Koreng      | E csoport · Norvégia (NOR) · Jørre Kjemperud · Tarjei Skarlun · 19-21, 22-20, 15-7 · Svájc (SUI) · Martin Laciga · Jan Schnider · 15-21, 15-21 · Hollandia (NED) · Reinder Nummerdor · Richard Schuil · 16-21, 16-21 | 3.         | Hollandia (NED) · Emiel Boersma · Bram Ronnes · 21-16, 27-25 | Kína (CHN) · Hszü Lin-jin · Vu Peng-ken · 21-15, 21-18 | Egyesült Államok (USA) · Todd Rogers · Phil Dalhausser · 13-21, 23-25 | kiesett           | kiesett           | 5.       |
| Julius Brink Christoph Dieckmann | F csoport · Japán (JPN) · Aszahi Kentaró · Siratori Kacuhiro · 21-18, 21-18 · Egyesült Államok (USA) · Jake Gibb · Sean Rosenthal · 15-21, 13-21 · Hollandia (NED) · Emiel Boersma · Bram Ronnes · 16-21, 20-22      | 4.         | kiesett                                                      | kiesett                                                | kiesett                                                               | kiesett           | kiesett           | 19.      |

#### Női
| Versenyző                | Csoportkör | Csoportkör | 16 közé jutásért  | Nyolcaddöntő                                                                | Negyeddöntő       | Elődöntő          | Döntő             | Helyezés |
| Versenyző                | Ellenfél Eredmény | Hely.      | Ellenfél Eredmény | Ellenfél Eredmény                                                           | Ellenfél Eredmény | Ellenfél Eredmény | Ellenfél Eredmény | Helyezés |
| ------------------------ | --- | ---------- | ----------------- | --------------------------------------------------------------------------- | ----------------- | ----------------- | ----------------- | -------- |
| Sara Goller Laura Ludwig | D csoport · Dél-afrikai Köztársaság (RSA) · Judith Augoustides · Vitalina Nel · 21-12, 21-14 · Kína (CHN) · Hszüe Csen · Csang Hszi · 14-21, 18-21 · Görögország (GRE) · Efthália Kutrumanídu · María Ciarcíani · 24-22, 21-12 | 2.         |                   | Ausztria (AUT) · Stefanie Schwaiger · Doris Schwaiger · 21-23, 21-11, 16-18 | kiesett           | kiesett           | kiesett           | 9.       |
| Stephanie Pohl Okka Rau  | E csoport · Kuba (CUB) · Imara Estévez · Milagros Crespo · 21-17, 21-19 · Egyesült Államok (USA) · Nicole Branagh · Elaine Youngs · 17-21, 16-21 · Hollandia (NED) · Rebekka Kadijk · Merel Mooren · 21-19, 21-18              | 2.         |                   | Brazília (BRA) · Larissa França · Ana Paula Connelly · 18-21, 14-21         | kiesett           | kiesett           | kiesett           | 9.       |

## Sportlövészet
Férfi
| Versenyző         | Versenyszám           | Selejtező | Selejtező | Döntő   | Döntő    |
| Versenyző         | Versenyszám           | Pont      | Helyezés  | Pont    | Helyezés |
| ----------------- | --------------------- | --------- | --------- | ------- | -------- |
| Tino Mohaupt      | Légpuska              | 593       | 15.       | kiesett | kiesett  |
| Michael Winter    | Légpuska              | 588       | 36.       | kiesett | kiesett  |
| Michael Winter    | Sportpuska, összetett | 1166      | 17.       | kiesett | kiesett  |
| Michael Winter    | Sportpuska, fekvő     | 590       | 31.       | kiesett | kiesett  |
| Maik Eckhardt     | Sportpuska, fekvő     | 592       | 24.       | kiesett | kiesett  |
| Maik Eckhardt     | Sportpuska, összetett | 1169      | 10.       | kiesett | kiesett  |
| Hans-Jörg Meyer   | Légpisztoly           | 577       | 20.       | kiesett | kiesett  |
| Hans-Jörg Meyer   | Szabadpisztoly        | 557       | 12.       | kiesett | kiesett  |
| Florian Schmidt   | Szabadpisztoly        | 549       | 28.       | kiesett | kiesett  |
| Florian Schmidt   | Légpisztoly           | 571       | 37.       | kiesett | kiesett  |
| Christian Reitz   | Gyorstüzelő pisztoly  | 579       | 6.        | 779,3   |          |
| Ralf Schumann     | Gyorstüzelő pisztoly  | 579       | 5.        | 779,5   |          |
| Karsten Bindrich  | Trap                  | 119       | 7.        | kiesett | kiesett  |
| Stefan Rüttgeroth | Trap                  | 113       | 24.       | kiesett | kiesett  |
| Axel Wegner       | Skeet                 | 115       | 20.       | kiesett | kiesett  |
| Tino Wenzel       | Skeet                 | 117       | 13.       | kiesett | kiesett  |

Női
| Versenyző            | Versenyszám           | Selejtező | Selejtező | Döntő   | Döntő    |
| Versenyző            | Versenyszám           | Pont      | Helyezés  | Pont    | Helyezés |
| -------------------- | --------------------- | --------- | --------- | ------- | -------- |
| Barbara Lechner      | Légpuska              | 394       | 17.       | kiesett | kiesett  |
| Barbara Lechner      | Sportpuska, összetett | 582       | 9.        | kiesett | kiesett  |
| Sonja Pfeilschifter  | Sportpuska, összetett | 578       | 17.       | kiesett | kiesett  |
| Sonja Pfeilschifter  | Légpuska              | 396       | 12.       | kiesett | kiesett  |
| Claudia Verdicchio   | Légpisztoly           | 383       | 10.       | kiesett | kiesett  |
| Munkhbayar Dorjsuren | Légpisztoly           | 379       | 24.       | kiesett | kiesett  |
| Munkhbayar Dorjsuren | Sportpisztoly         | 587       | 2.        | 789,2   |          |
| Stefania Thurmann    | Sportpisztoly         | 576       | 23.       | kiesett | kiesett  |
| Susanne Kiermayer    | Trap                  | 65        | 8.        | kiesett | kiesett  |
| Christine Brinker    | Skeet                 | 70        | 4.        | 93      |          |

## Súlyemelés
Férfi
| Versenyző        | Versenyszám | Szakítás | Szakítás | Lökés    | Lökés    | Összesen | Helyezés |
| Versenyző        | Versenyszám | Eredmény | Helyezés | Eredmény | Helyezés | Összesen | Helyezés |
| ---------------- | ----------- | -------- | -------- | -------- | -------- | -------- | -------- |
| Artyom Shaloyan  | 69 kg       | 135,0    | 15.**    | 165,0    | 14.      | 300,0    | 14.      |
| Jürgen Spieß     | 94 kg       | 173,0    | 10.      | 211,0    | 9.       | 384,0    | 9.       |
| Matthias Steiner | +105 kg     | 203,0    | 4.       | 258,0    | 1.       | 461,0    |          |
| Almir Velagić    | +105 kg     | 188,0    | 7.       | 225,0    | 8.       | 413,0    | 8.       |

Női
| Versenyző   | Versenyszám | Szakítás | Szakítás | Lökés    | Lökés    | Összesen | Helyezés |
| Versenyző   | Versenyszám | Eredmény | Helyezés | Eredmény | Helyezés | Összesen | Helyezés |
| ----------- | ----------- | -------- | -------- | -------- | -------- | -------- | -------- |
| Julia Rohde | 53 kg       | 82,0     | 7.       | 103,0    | 7.       | 185,0    | 7.       |

* - egy másik versenyzővel azonos eredményt ért el

** - három másik versenyzővel azonos eredményt ért el

## Taekwondo
Férfi
| Versenyző     | Versenyszám | Nyolcaddöntő                | Negyeddöntő             | Elődöntő          | Vigaszág elődöntő        | Bronz- mérkőzés         | Döntő             | Helyezés |
| Versenyző     | Versenyszám | Ellenfél Eredmény           | Ellenfél Eredmény       | Ellenfél Eredmény | Ellenfél Eredmény        | Ellenfél Eredmény       | Ellenfél Eredmény | Helyezés |
| ------------- | ----------- | --------------------------- | ----------------------- | ----------------- | ------------------------ | ----------------------- | ----------------- | -------- |
| Levent Tuncat | Légsúly     | Rohullah Nikpai (AFG) · 3-4 | kiesett                 | kiesett           |                          |                         |                   | 11.      |
| Daniel Manz   | Pehelysúly  | Raszul Abduraim (KGZ) · 1-0 | Diana López (USA) · 1-3 |                   | Nesar Bahave (AFG) · 4-3 | Sung Yu-Chi (TPE) · 3-4 |                   | 5.       |

Női
| Versenyző     | Versenyszám | Nyolcaddöntő                | Negyeddöntő                 | Elődöntő          | Vigaszág elődöntő | Bronz- mérkőzés   | Döntő             | Helyezés |
| Versenyző     | Versenyszám | Ellenfél Eredmény           | Ellenfél Eredmény           | Ellenfél Eredmény | Ellenfél Eredmény | Ellenfél Eredmény | Ellenfél Eredmény | Helyezés |
| ------------- | ----------- | --------------------------- | --------------------------- | ----------------- | ----------------- | ----------------- | ----------------- | -------- |
| Sümeyye Gulec | Légsúly     | Dalia Contreras (VEN) · 2-4 | kiesett                     | kiesett           |                   |                   |                   | 11.      |
| Helena Fromm  | Váltósúly   | Mariama Barry (GUI) · 6-1   | Asunción Ocasio (PUR) · 0-2 | kiesett           |                   |                   |                   | 9.       |

## Tenisz
Férfi
| Versenyző                       | Versenyszám | 64-es főtábla                      | 32-es főtábla                                                  | Nyolcaddöntő                        | Negyeddöntő       | Elődöntő          | Bronz- mérkőzés   | Döntő             | Helyezés |
| Versenyző                       | Versenyszám | Ellenfél Eredmény                  | Ellenfél Eredmény                                              | Ellenfél Eredmény                   | Ellenfél Eredmény | Ellenfél Eredmény | Ellenfél Eredmény | Ellenfél Eredmény | Helyezés |
| ------------------------------- | ----------- | ---------------------------------- | -------------------------------------------------------------- | ----------------------------------- | ----------------- | ----------------- | ----------------- | ----------------- | -------- |
| Nicolas Kiefer                  | Egyes       | Makszim Mirni (BLR) · 6-3, 6-1     | Kevin Anderson (RSA) · 6-4, 6-7, 6-4                           | Paul-Henri Mathieu (FRA) · 3-6, 5-7 | kiesett           | kiesett           | kiesett           | kiesett           | 9.       |
| Rainer Schüttler                | Egyes       | Nisikori Kei (JPN) · 6-4, 6-7, 6-3 | Novak Đoković (SRB) · 4-6, 2-6                                 | kiesett                             | kiesett           | kiesett           | kiesett           | kiesett           | 17.      |
| Nicolas Kiefer Rainer Schüttler | Páros       |                                    | Ausztria (AUT) · Julian Knowle · Jürgen Melzer · 7-6, 3-6, 1-6 | kiesett                             | kiesett           | kiesett           | kiesett           | kiesett           | 17.      |

## Tollaslabda
| Versenyző                    | Versenyszám  | Selejtező                                  | 32-es főtábla                              | Nyolcaddöntő                                                   | Negyeddöntő                            | Elődöntő          | Bronz- mérkőzés   | Döntő             | Helyezés |
| Versenyző                    | Versenyszám  | Ellenfél Eredmény                          | Ellenfél Eredmény                          | Ellenfél Eredmény                                              | Ellenfél Eredmény                      | Ellenfél Eredmény | Ellenfél Eredmény | Ellenfél Eredmény | Helyezés |
| ---------------------------- | ------------ | ------------------------------------------ | ------------------------------------------ | -------------------------------------------------------------- | -------------------------------------- | ----------------- | ----------------- | ----------------- | -------- |
| Marc Zwiebler                | Férfi egyes  | Scott Evans (IRL) · 21-18, 18-21, 21-19    | Andrew Smith (GBR) · 16-21, 21-13, 21-17   | I Hjonil (KOR) · 13-21, 11-21                                  | kiesett                                | kiesett           | kiesett           | kiesett           | 9.       |
| Juliane Schenk               | Női egyes    | Maria Yulianti (INA) · 21-18, 13-21, 20-22 | kiesett                                    | kiesett                                                        | kiesett                                | kiesett           | kiesett           | kiesett           | 33.      |
| Huaiwen Xu                   | Női egyes    |                                            | Anu Weckström-Nieminen (FIN) · 21-17, 21-8 | Tracey Hallam (GBR) · 21-10, 21-7                              | Hszie Hszing-fang (CHN) · 19-21, 20-22 | kiesett           | kiesett           | kiesett           | 5.       |
| Kristof Hopp Birgit Overzier | Vegyes páros |                                            |                                            | Indonézia (INA) · Flandy Limpele · Vita Marissa · 12-21, 12-21 | kiesett                                | kiesett           | kiesett           | kiesett           | 9.       |

## Torna
Férfi
| Versenyző                                                                                    | Versenyszám      | Selejtező | Selejtező | Döntő    | Döntő    |
| Versenyző                                                                                    | Versenyszám      | Pontszám  | Helyezés  | Pontszám | Helyezés |
| -------------------------------------------------------------------------------------------- | ---------------- | --------- | --------- | -------- | -------- |
| Thomas Andergassen                                                                           | Korlát           | 14,675    | 57.       | kiesett  | kiesett  |
| Thomas Andergassen                                                                           | Gyűrű            | 15,525    | 12.       | kiesett  | kiesett  |
| Thomas Andergassen                                                                           | Lólengés         | 14,900    | 15.       | kiesett  | kiesett  |
| Thomas Andergassen                                                                           | Egyéni összetett | 45,100    | 75.       | kiesett  | kiesett  |
| Philipp Boy                                                                                  | Talaj            | 14,450    | 54.       | kiesett  | kiesett  |
| Philipp Boy                                                                                  | Ugrás            | 16,200    |           | kiesett  | kiesett  |
| Philipp Boy                                                                                  | Korlát           | 15,125    | 44.       | kiesett  | kiesett  |
| Philipp Boy                                                                                  | Nyújtó           | 14,375    | 50.       | kiesett  | kiesett  |
| Philipp Boy                                                                                  | Gyűrű            | 14,650    | 44.       | kiesett  | kiesett  |
| Philipp Boy                                                                                  | Lólengés         | 14,675    | 23.       | kiesett  | kiesett  |
| Philipp Boy                                                                                  | Egyéni összetett | 89,475    | 21.       | 90,675   | 13.      |
| Fabian Hambüchen                                                                             | Talaj            | 15,800    | 4.        | 15,650   | 4.       |
| Fabian Hambüchen                                                                             | Ugrás            | 16,037    | 10.       | kiesett  | kiesett  |
| Fabian Hambüchen                                                                             | Korlát           | 16,050    | 9.        | 15,975   | 4.       |
| Fabian Hambüchen                                                                             | Nyújtó           | 16,200    | 1.        | 15,875   |          |
| Fabian Hambüchen                                                                             | Gyűrű            | 14,975    | 33.       | kiesett  | kiesett  |
| Fabian Hambüchen                                                                             | Lólengés         | 13,100    | 67.       | kiesett  | kiesett  |
| Fabian Hambüchen                                                                             | Egyéni összetett | 92,425    | 2.        | 91,675   | 7.       |
| Robert Juckel                                                                                | Talaj            | 14,850    | 39.       | kiesett  | kiesett  |
| Robert Juckel                                                                                | Ugrás            | 15,050    |           | kiesett  | kiesett  |
| Robert Juckel                                                                                | Nyújtó           | 14,750    | 31.       | kiesett  | kiesett  |
| Robert Juckel                                                                                | Gyűrű            | 14,425    | 46.       | kiesett  | kiesett  |
| Robert Juckel                                                                                | Lólengés         | 14,850    | 16.       | kiesett  | kiesett  |
| Robert Juckel                                                                                | Egyéni összetett | 73,925    | 56.       | kiesett  | kiesett  |
| Marcel Nguyen                                                                                | Talaj            | 15,425    | 14.       | kiesett  | kiesett  |
| Marcel Nguyen                                                                                | Ugrás            | 16,225    |           | kiesett  | kiesett  |
| Marcel Nguyen                                                                                | Korlát           | 14,875    | 52.       | kiesett  | kiesett  |
| Marcel Nguyen                                                                                | Nyújtó           | 14,450    | 46.       | kiesett  | kiesett  |
| Marcel Nguyen                                                                                | Gyűrű            | 14,850    | 39.       | kiesett  | kiesett  |
| Marcel Nguyen                                                                                | Egyéni összetett | 75,825    | 49.       | kiesett  | kiesett  |
| Eugen Spiridonov                                                                             | Talaj            | 15,025    | 29.       | kiesett  | kiesett  |
| Eugen Spiridonov                                                                             | Ugrás            | 15,650    |           | kiesett  | kiesett  |
| Eugen Spiridonov                                                                             | Korlát           | 15,450    | 25.       | kiesett  | kiesett  |
| Eugen Spiridonov                                                                             | Nyújtó           | 14,400    | 48.       | kiesett  | kiesett  |
| Eugen Spiridonov                                                                             | Lólengés         | 14,475    | 29.       | kiesett  | kiesett  |
| Eugen Spiridonov                                                                             | Egyéni összetett | 75,000    | 53.       | kiesett  | kiesett  |
| Thomas Andergassen Philipp Boy Fabian Hambüchen Robert Juckel Marcel Nguyen Eugen Spiridonov | Csapat összetett | 365,675   | 5.        | 274,600  | 4.       |

Női
| Versenyző                                                                                     | Versenyszám      | Selejtező | Selejtező | Döntő    | Döntő    |
| Versenyző                                                                                     | Versenyszám      | Pontszám  | Helyezés  | Pontszám | Helyezés |
| --------------------------------------------------------------------------------------------- | ---------------- | --------- | --------- | -------- | -------- |
| Katja Abel                                                                                    | Talaj            | 13,475    | 69.       | kiesett  | kiesett  |
| Katja Abel                                                                                    | Ugrás            | 14,250    |           | kiesett  | kiesett  |
| Katja Abel                                                                                    | Felemás korlát   | 14,650    | 32.       | kiesett  | kiesett  |
| Katja Abel                                                                                    | Gerenda          | 14,075    | 58.       | kiesett  | kiesett  |
| Katja Abel                                                                                    | Egyéni összetett | 56,450    | 40.       | kiesett  | kiesett  |
| Daria Bijak                                                                                   | Talaj            | 14,475    | 28.       | kiesett  | kiesett  |
| Daria Bijak                                                                                   | Ugrás            | 14,175    |           | kiesett  | kiesett  |
| Daria Bijak                                                                                   | Felemás korlát   | 14,650    | 31.       | kiesett  | kiesett  |
| Daria Bijak                                                                                   | Gerenda          | 11,150    | 83.       | kiesett  | kiesett  |
| Daria Bijak                                                                                   | Egyéni összetett | 54,450    | 51.       | kiesett  | kiesett  |
| Anja Brinker                                                                                  | Felemás korlát   | 15,125    | 14.       | kiesett  | kiesett  |
| Anja Brinker                                                                                  | Egyéni összetett | 15,125    | 93.       | kiesett  | kiesett  |
| Oksana Chusovitina                                                                            | Talaj            | 14,450    | 30.       | kiesett  | kiesett  |
| Oksana Chusovitina                                                                            | Ugrás            | 15,525    | 4.        | 15,575   |          |
| Oksana Chusovitina                                                                            | Felemás korlát   | 14,725    | 27.       | kiesett  | kiesett  |
| Oksana Chusovitina                                                                            | Gerenda          | 14,400    | 43.       | kiesett  | kiesett  |
| Oksana Chusovitina                                                                            | Egyéni összetett | 59,375    | 14.       | 60,125   | 9.       |
| Marie-Sophie Hindermann                                                                       | Talaj            | 12,400    | 79.       | kiesett  | kiesett  |
| Marie-Sophie Hindermann                                                                       | Ugrás            | 14,925    |           | kiesett  | kiesett  |
| Marie-Sophie Hindermann                                                                       | Felemás korlát   | 13,125    | 74.       | kiesett  | kiesett  |
| Marie-Sophie Hindermann                                                                       | Gerenda          | 13,425    | 74.       | kiesett  | kiesett  |
| Marie-Sophie Hindermann                                                                       | Egyéni összetett | 53,875    | 55.       | kiesett  | kiesett  |
| Joeline Möbius                                                                                | Talaj            | 14,275    | 36.       | kiesett  | kiesett  |
| Joeline Möbius                                                                                | Ugrás            | 13,675    |           | kiesett  | kiesett  |
| Joeline Möbius                                                                                | Gerenda          | 13,925    | 64.       | kiesett  | kiesett  |
| Joeline Möbius                                                                                | Egyéni összetett | 41,875    | 78.       | kiesett  | kiesett  |
| Katja Abel Daria Bijak Anja Brinker Oksana Chusovitina Marie-Sophie Hindermann Joeline Möbius | Csapat összetett | 230,800   | 12.       | kiesett  | kiesett  |

### Trambulin
| Versenyző                | Versenyszám | Selejtező | Selejtező | Döntő    | Döntő    |
| Versenyző                | Versenyszám | Pontszám  | Helyezés  | Pontszám | Helyezés |
| ------------------------ | ----------- | --------- | --------- | -------- | -------- |
| Henrik Stehlik           | Férfi       | 64,6      | 16.       | kiesett  | kiesett  |
| Anna Dogonadze-Lilkendey | Női         | 64,3      | 7.        | 18,9     | 8.       |

## Triatlon
| Versenyző          | Versenyszám | 1,5 km úszás | 1,5 km úszás | 40 km kerékpározás | 40 km kerékpározás | 10 km futás | 10 km futás | Összesítés | Összesítés |
| Versenyző          | Versenyszám | Idő          | Hely.        | Idő                | Hely.              | Idő         | Hely.       | Idő        | Helyezés   |
| ------------------ | ----------- | ------------ | ------------ | ------------------ | ------------------ | ----------- | ----------- | ---------- | ---------- |
| Jan Frodeno        | Férfi       | 18:14        | 16.          | 59:01              | 34.                | 30:46       | 1.          | 1:48:53,28 |            |
| Christian Prochnow | Férfi       | 18:23        | 30.          | 58:56              | 23.**              | 32:21       | 14.         | 1:50:33,90 | 15.        |
| Daniel Unger       | Férfi       | 18:25        | 37.          | 58:49              | 13.*               | 31:35       | 6.          | 1:49:43,78 | 6.         |
| Anja Dittmer       | Női         | 20:16        | 34.          | 1:06:08            | 35.                | 38:18       | 33.         | 2:05:45,86 | 33.        |
| Ricarda Lisk       | Női         | 20:00        | 23.          | 1:04:12            | 4.*                | 36:46       | 23.         | 2:02:07,75 | 15.        |
| Christiane Pilz    | Női         | 20:00        | 24.          | 1:04:09            | 3.                 | 38:29       | 34.         | 2:03:46,82 | 26.        |

* - egy másik versenyzővel azonos időt ért el

** - öt másik versenyzővel azonos időt ért el

## Úszás
Férfi
| Versenyző                                                       | Versenyszám          | Előfutam      | Előfutam      | Előfutam      | Elődöntő | Elődöntő | Elődöntő | Döntő     | Döntő    |
| Versenyző                                                       | Versenyszám          | Idő           | Hely.         | Össz.         | Idő      | Hely.    | Össz.    | Idő       | Helyezés |
| --------------------------------------------------------------- | -------------------- | ------------- | ------------- | ------------- | -------- | -------- | -------- | --------- | -------- |
| Rafed El-Masri                                                  | 50 m gyors           | 21,96         | 4.            | 10.           | 22,09    | 8.       | 13.      | kiesett   | kiesett  |
| Steffen Deibler                                                 | 50 m gyors           | 22,67         | 8.            | 38.           | kiesett  | kiesett  | kiesett  | kiesett   | kiesett  |
| Steffen Deibler                                                 | 100 m gyors          | 49,39         | 8.            | 33.           | kiesett  | kiesett  | kiesett  | kiesett   | kiesett  |
| Paul Biedermann                                                 | 200 m gyors          | 1:47,09       | 1.            | 10.           | 1:46,41  | 4.       | 5.       | 1:46,00   | 5.       |
| Paul Biedermann                                                 | 400 m gyors          | 3:48,03       | 6.            | 18.           |          |          |          | kiesett   | kiesett  |
| Christian Kubusch                                               | 400 m gyors          | 3:52,73       | 8.            | 29.           |          |          |          | kiesett   | kiesett  |
| Christian Kubusch                                               | 1500 m gyors         | nem indult el | nem indult el | nem indult el |          |          |          | kiesett   | kiesett  |
| Helge Meeuw                                                     | 200 m hát            | 1:58,42       | 4.            | 11.           | 1:56,85  | 5.       | 9.*      | kiesett   | kiesett  |
| Helge Meeuw                                                     | 100 m hát            | 54,88         | 6.            | 19.           | kiesett  | kiesett  | kiesett  | kiesett   | kiesett  |
| Thomas Rupprath                                                 | 100 m hát            | 55,77         | 8.            | 33.           | kiesett  | kiesett  | kiesett  | kiesett   | kiesett  |
| Thomas Rupprath                                                 | 100 m pillangó       | 53,56         | 8.            | 44.           | kiesett  | kiesett  | kiesett  | kiesett   | kiesett  |
| Benjamin Starke                                                 | 100 m pillangó       | 53,50         | 8.            | 41.           | kiesett  | kiesett  | kiesett  | kiesett   | kiesett  |
| Markus Deibler                                                  | 200 m vegyes         | 2:04,54       | 8.            | 40.           | kiesett  | kiesett  | kiesett  | kiesett   | kiesett  |
| Thomas Lurz                                                     | 10 km nyílt vízi     |               |               |               |          |          |          | 1:51:53,6 |          |
| Paul Biedermann Steffen Deibler Jens Schreiber Benjamin Starke  | 4 × 100 m gyorsváltó | 3:17,99       | 8.            | 15.           |          |          |          | kiesett   | kiesett  |
| Paul Biedermann Stefan Herbst Christian Kubusch Benjamin Starke | 4 × 200 m gyorsváltó | 7:13,92       | 7.            | 12.           |          |          |          | kiesett   | kiesett  |

| Versenyző   | Versenyszám | Szétúszás a döntőért | Szétúszás a döntőért |
| Versenyző   | Versenyszám | Idő                  | Helyezés             |
| ----------- | ----------- | -------------------- | -------------------- |
| Helge Meeuw | 200 m hát   | 2:00,97              | 2.                   |

Női
| Versenyző                                                      | Versenyszám            | Előfutam | Előfutam | Előfutam | Elődöntő | Elődöntő | Elődöntő | Döntő     | Döntő    |
| Versenyző                                                      | Versenyszám            | Idő      | Hely.    | Össz.    | Idő      | Hely.    | Össz.    | Idő       | Helyezés |
| -------------------------------------------------------------- | ---------------------- | -------- | -------- | -------- | -------- | -------- | -------- | --------- | -------- |
| Britta Steffen                                                 | 50 m gyors             | 24,90    | 2.       | 6.       | 24,43    | 1.       | 3.       | 24,06     |          |
| Britta Steffen                                                 | 100 m gyors            | 53,67    | 2.       | 2.       | 53,96    | 3.       | 6.       | 53,12     |          |
| Petra Dallmann                                                 | 100 m gyors            | 54,70    | 6.       | 16.      | 55,05    | 7.       | 13.      | kiesett   | kiesett  |
| Petra Dallmann                                                 | 50 m gyors             | 25,43    | 7.       | 25.      | kiesett  | kiesett  | kiesett  | kiesett   | kiesett  |
| Petra Dallmann                                                 | 200 m gyors            | 2:02,21  | 7.       | 24.      | kiesett  | kiesett  | kiesett  | kiesett   | kiesett  |
| Annika Lurz                                                    | 200 m gyors            | 1:59,98  | 8.       | 22.      | kiesett  | kiesett  | kiesett  | kiesett   | kiesett  |
| Jaana Ehmcke                                                   | 400 m gyors            | 4:15,15  | 7.       | 25.      |          |          |          | kiesett   | kiesett  |
| Jaana Ehmcke                                                   | 800 m gyors            | 8:39,51  | 6.       | 25.      |          |          |          | kiesett   | kiesett  |
| Antje Buschschulte                                             | 100 m hát              | 1:00,48  | 3.       | 11.      | 1:01,15  | 7.       | 15.      | kiesett   | kiesett  |
| Christin Zenner                                                | 100 m hát              | 1:03,87  | 8.       | 42.      | kiesett  | kiesett  | kiesett  | kiesett   | kiesett  |
| Christin Zenner                                                | 200 m hát              | 2:20,28  | 7.       | 34.      | kiesett  | kiesett  | kiesett  | kiesett   | kiesett  |
| Sonja Schöber                                                  | 200 m vegyes           | 2:20,18  | 8.       | 34.      | kiesett  | kiesett  | kiesett  | kiesett   | kiesett  |
| Sonja Schöber                                                  | 100 m mell             | 1:11,36  | 8.       | 36.      | kiesett  | kiesett  | kiesett  | kiesett   | kiesett  |
| Sarah Poewe                                                    | 100 m mell             | 1:08,69  | 6.       | 20.      | kiesett  | kiesett  | kiesett  | kiesett   | kiesett  |
| Anne Poleska                                                   | 200 m mell             | 2:26,74  | 5.       | 14.      | 2:26,71  | 6.       | 10.      | kiesett   | kiesett  |
| Daniela Samulski                                               | 100 m pillangó         | 1:00,37  | 8.       | 39.      | kiesett  | kiesett  | kiesett  | kiesett   | kiesett  |
| Katharina Schiller                                             | 200 m vegyes           | 2:18,00  | 8.       | 30.      | kiesett  | kiesett  | kiesett  | kiesett   | kiesett  |
| Katharina Schiller                                             | 400 m vegyes           | 4:51,52  | 7.       | 33.      |          |          |          | kiesett   | kiesett  |
| Angela Maurer                                                  | 10 km nyílt vízi       |          |          |          |          |          |          | 1:59:31,9 | 4.       |
| Antje Buschschulte Meike Freitag Daniela Götz Britta Steffen   | 4 × 100 m gyorsváltó   | 3:37,52  | 2.       | 2.       |          |          |          | 3:36,85   | 5.       |
| Petra Dallmann Meike Freitag Annika Lurz Daniela Samulski      | 4 × 200 m gyorsváltó   | 7:58,11  | 6.       | 12.      |          |          |          | kiesett   | kiesett  |
| Antje Buschschulte Sarah Poewe Daniela Samulski Britta Steffen | 4 × 100 m vegyes váltó | 4:02,53  | 4.       | 9.       |          |          |          | kiesett   | kiesett  |

* - egy másik versenyzővel azonos időt ért el

## Vitorlázás
Férfi
| Versenyző                        | Versenyszám | Futam | Futam | Futam | Futam | Futam | Futam | Futam | Futam | Futam | Futam | Futam | Pontszám | Helyezés |
| Versenyző                        | Versenyszám | 1     | 2     | 3     | 4     | 5     | 6     | 7     | 8     | 9     | 10    | É     | Pontszám | Helyezés |
| -------------------------------- | ----------- | ----- | ----- | ----- | ----- | ----- | ----- | ----- | ----- | ----- | ----- | ----- | -------- | -------- |
| Marc Aurel Pickel Ingo Borkowski | Csillaghajó | 2     | 14    | 1     | 8     | 3     | 8     | 14    | 10    | 6     | 10    | 8     | 70       | 7.       |

Női
| Versenyző                             | Versenyszám    | Futam | Futam | Futam | Futam | Futam | Futam | Futam | Futam | Futam | Futam | Futam | Pontszám | Helyezés |
| Versenyző                             | Versenyszám    | 1     | 2     | 3     | 4     | 5     | 6     | 7     | 8     | 9     | 10    | É     | Pontszám | Helyezés |
| ------------------------------------- | -------------- | ----- | ----- | ----- | ----- | ----- | ----- | ----- | ----- | ----- | ----- | ----- | -------- | -------- |
| Petra Niemann                         | Laser radial   | 20    | 20    | 19    | 8     | 29    | 7     | 4     | 17    | 14    |       | -     | 109      | 15.      |
| Vivien Kussatz Stefanie Rothweiler    | 470-es osztály | 7     | 6     | 11    | 9     | 5     | 12    | 20    | 8     | 8     | 12    | 12    | 90       | 9.       |
| Julia Bleck Ute Höpfner Ulli Schümann | Yngling        | 8     | 7     | 7     | 11    | 11    | 3     | 5     | 13    |       |       | 4     | 56       | 4.       |

Nyílt
| Versenyző                          | Versenyszám        | Futam | Futam | Futam | Futam | Futam | Futam | Futam | Futam | Futam | Futam | Futam | Futam | Futam | Pontszám | Helyezés |
| Versenyző                          | Versenyszám        | 1     | 2     | 3     | 4     | 5     | 6     | 7     | 8     | 9     | 10    | 11    | 12    | É     | Pontszám | Helyezés |
| ---------------------------------- | ------------------ | ----- | ----- | ----- | ----- | ----- | ----- | ----- | ----- | ----- | ----- | ----- | ----- | ----- | -------- | -------- |
| Hannes Peckolt Jan Peter Peckolt   | Könnyű 49-es dingi | 15    | 4     | 6     | 5     | 3     | 2     | 2     | 12    | 4     | 5     | 4     | 7     | 4     | 66       |          |
| Johannes Polgar Florian Spalteholz | Tornádó            | 10    | 7     | 11    | 5     | 6     | 1     | 5     | 13    | 4     | 3     |       |       |       | 74       | 8.       |

É - éremfutam

## Vívás
Férfi
| Versenyző          | Versenyszám  | Selejtező         | 32-es főtábla               | Nyolcaddöntő                        | Negyeddöntő            | Elődöntő              | Bronz- mérkőzés   | Döntő                 | Helyezés |
| Versenyző          | Versenyszám  | Ellenfél Eredmény | Ellenfél Eredmény           | Ellenfél Eredmény                   | Ellenfél Eredmény      | Ellenfél Eredmény     | Ellenfél Eredmény | Ellenfél Eredmény     | Helyezés |
| ------------------ | ------------ | ----------------- | --------------------------- | ----------------------------------- | ---------------------- | --------------------- | ----------------- | --------------------- | -------- |
| Benjamin Kleibrink | Tőr, egyéni  |                   |                             | Csida Kenta (JPN) · 15-10           | Lej Seng (CHN) · 15-7  | Csu Csün (CHN) · 15-4 |                   | Óta Júki (JPN) · 15-9 |          |
| Peter Joppich      | Tőr, egyéni  |                   |                             | Richard Kruse (GBR) · 10-9          | Óta Júki (JPN) · 12-15 | kiesett               | kiesett           | kiesett               | 5.       |
| Nicolas Limbach    | Kard, egyéni |                   | Marcin Koniusz (POL) · 15-7 | Aljakszandr Bujkevics (BLR) · 14-15 | kiesett                | kiesett               | kiesett           | kiesett               | 9.       |

Női
| Versenyző                                      | Versenyszám       | Selejtező                   | 32-es főtábla                    | Nyolcaddöntő                     | Negyeddöntő                                                                                  | Elődöntő | Bronz- mérkőzés                                                                         | Döntő                    | Helyezés |
| Versenyző                                      | Versenyszám       | Ellenfél Eredmény           | Ellenfél Eredmény                | Ellenfél Eredmény                | Ellenfél Eredmény                                                                            | Ellenfél Eredmény | Ellenfél Eredmény                                                                       | Ellenfél Eredmény        | Helyezés |
| ---------------------------------------------- | ----------------- | --------------------------- | -------------------------------- | -------------------------------- | -------------------------------------------------------------------------------------------- | --- | --------------------------------------------------------------------------------------- | ------------------------ | -------- |
| Imke Duplitzer                                 | Párbajtőr, egyéni |                             |                                  | Jesika Jiménez (PAN) · 15-10     | Mincza-Nébald Ildikó (HUN) · 11-15                                                           | kiesett | kiesett                                                                                 | kiesett                  | 5.       |
| Britta Heidemann                               | Párbajtőr, egyéni |                             |                                  | Csong Hjodzsong (KOR) · 12-5     | Emma Samuelsson (SWE) · 15-10                                                                | Li Na (CHN) · 15-13 |                                                                                         | Ana Brânză (ROU) · 15-11 |          |
| Carolin Golubytskyi                            | Tőr, egyéni       |                             | Hanna Thompson (USA) · 13-5      | Szugavara Csieko (JPN) · 5-6     | kiesett                                                                                      | kiesett | kiesett                                                                                 | kiesett                  | 9.       |
| Anja Schache                                   | Tőr, egyéni       |                             | Jevgenyija Lamonova (RUS) · 2-15 | kiesett                          | kiesett                                                                                      | kiesett | kiesett                                                                                 | kiesett                  | 23.      |
| Katja Wächter                                  | Tőr, egyéni       | María Doig (PER) · 15-4     | Cristina Stahl (ROU) · 15-6      | Corinne Maitrejean (FRA) · 15-10 | Giovanna Trillini (ITA) · 8-15                                                               | kiesett | kiesett                                                                                 | kiesett                  | 8.       |
| Bujdosó Alexandra                              | Kard, egyéni      | Julie Cloutier (CAN) · 15-2 | Tan Hszüe (CHN) · 6-15           | kiesett                          | kiesett                                                                                      | kiesett | kiesett                                                                                 | kiesett                  | 30.      |
| Carolin Golubytskyi Anja Schache Katja Wächter | Tőr, csapat       |                             |                                  |                                  | Magyarország (HUN) · Knapek Edina · Mohamed Aida · Ujlaky Virginie · Varga Gabriella · 31-35 | 5–8. helyért · Lengyelország (POL) · Karolina Chlewińska · Sylwia Gruchała · Magdalena Mroczkiewicz · Małgorzata Wojtkowiak · 32-27 | 7. helyért · Kína (CHN) · Huang Csia-ling · Szu Van-ven · Szun Csao · Csang Lej · 34-28 |                          | 5.       |

## Vízilabda

### Férfi
| Német nemzeti férfi vízilabdacsapat-játékoskeret | Német nemzeti férfi vízilabdacsapat-játékoskeret | Német nemzeti férfi vízilabdacsapat-játékoskeret | Német nemzeti férfi vízilabdacsapat-játékoskeret | Német nemzeti férfi vízilabdacsapat-játékoskeret | Német nemzeti férfi vízilabdacsapat-játékoskeret | Német nemzeti férfi vízilabdacsapat-játékoskeret |
| #                                                | Név                                              | Poszt                                            | Magasság                                         | Súly                                             | Kor                                              | Klub                                             |
| ------------------------------------------------ | ------------------------------------------------ | ------------------------------------------------ | ------------------------------------------------ | ------------------------------------------------ | ------------------------------------------------ | ------------------------------------------------ |
| 1                                                | Aleksandr Chigir-Tchigir                         | GK                                               | 1,91 m (6 ft 3 in)                               | 82 kg                                            | 1968. november 6. (39 évesen)                    | Wasserfreunde Spandau 04                         |
| 2                                                | Florian Naroska                                  | CB                                               | 1,98 m (6 ft 6 in)                               | 102 kg                                           | 1982. április 16. (26 évesen)                    | SSV Esslingen                                    |
| 3                                                | Julian Real                                      | CB                                               | 1,98 m (6 ft 6 in)                               | 100 kg                                           | 1989. december 22. (18 évesen)                   | ASC Duisburg                                     |
| 4                                                | Marko Savic                                      | D                                                | 1,75 m (5 ft 9 in)                               | 85 kg                                            | 1981. január 11. (27 évesen)                     | Wasserfreunde Spandau 04                         |
| 5                                                | Marko Stamm                                      | CB                                               | 1,85 m (6 ft 1 in)                               | 90 kg                                            | 1988. augusztus 30. (19 évesen)                  | Wasserfreunde Spandau 04                         |
| 6                                                | Marc Politze                                     | CF                                               | 1,96 m (6 ft 5 in)                               | 100 kg                                           | 1977. október 20. (30 évesen)                    | Wasserfreunde Spandau 04                         |
| 7                                                | Heiko Nossek                                     | D                                                | 1,88 m (6 ft 2 in)                               | 99 kg                                            | 1982. március 14. (26 évesen)                    | SSV Esslingen                                    |
| 8                                                | Thomas Schertwitis                               | CF                                               | 1,98 m (6 ft 6 in)                               | 115 kg                                           | 1972. szeptember 2. (35 évesen)                  | Sintez Kazan                                     |
| 9                                                | Tobias Kreuzmann                                 | D                                                | 1,95 m (6 ft 5 in)                               | 90 kg                                            | 1981. június 15. (27 évesen)                     | ASC Duisburg                                     |
| 10                                               | Moritz Oeler                                     | D                                                | 1,88 m (6 ft 2 in)                               | 81 kg                                            | 1985. október 21. (22 évesen)                    | Wasserfreunde Spandau 04                         |
| 11                                               | Andreas Schlotterbeck                            | CF                                               | 1,90 m (6 ft 3 in)                               | 108 kg                                           | 1982. március 2. (26 évesen)                     | Wasserfreunde Spandau 04                         |
| 12                                               | Sören Mackeben                                   | D                                                | 1,83 m (6 ft 0 in)                               | 85 kg                                            | 1979. január 29. (29 évesen)                     | Wasserfreunde Spandau 04                         |
| 13                                               | Michael Zellmer                                  | GK                                               | 1,90 m (6 ft 3 in)                               | 95 kg                                            | 1977. augusztus 14. (30 évesen)                  | Waspo Hannover                                   |
| Vezetőedző: Hagen Stamm                          |                                                  |                                                  |                                                  |                                                  |                                                  |                                                  |

- Kor: 2008. augusztus 10-i kora

#### Eredmények
Csoportkör
B csoport
| Csapat                 | M | Gy | D | V | G+ | G– | Gk  | P |
| ---------------------- | - | -- | - | - | -- | -- | --- | - |
| Egyesült Államok (USA) | 5 | 4  | 0 | 1 | 37 | 31 | +6  | 8 |
| Horvátország (CRO)     | 5 | 4  | 0 | 1 | 56 | 31 | +25 | 8 |
| Szerbia (SRB)          | 5 | 3  | 0 | 2 | 50 | 38 | +12 | 6 |
| Németország (GER)      | 5 | 2  | 0 | 3 | 33 | 44 | –11 | 4 |
| Olaszország (ITA)      | 5 | 2  | 0 | 3 | 57 | 50 | +7  | 4 |
| Kína (CHN)             | 5 | 0  | 0 | 5 | 25 | 64 | –39 | 0 |

| 2008. augusztus 10. 12:10 (6:10) | Szerbia (SRB)        | 11–7 | Németország (GER)   | Ying Tung Natatorium, Peking Játékvezetők: Tulga (TUR), Littlejohn (GBR) |
| 2008. augusztus 10. 12:10 (6:10) | (1–3, 5–2, 2–2, 3–0) |      |                     | Ying Tung Natatorium, Peking Játékvezetők: Tulga (TUR), Littlejohn (GBR) |
| 2008. augusztus 10. 12:10 (6:10) | Pijetlović 4         |      | Politze, Mackeben 2 | Ying Tung Natatorium, Peking Játékvezetők: Tulga (TUR), Littlejohn (GBR) |

| 2008. augusztus 12. 16:40 (10:40) | Németország (GER)    | 6–5 | Kína (CHN)   | Ying Tung Natatorium, Peking Játékvezetők: Moliner Molins (ESP), Hart (AUS) |
| 2008. augusztus 12. 16:40 (10:40) | (0–2, 5–2, 0–0, 1–1) |     |              | Ying Tung Natatorium, Peking Játékvezetők: Moliner Molins (ESP), Hart (AUS) |
| 2008. augusztus 12. 16:40 (10:40) | Savic, Schertwitis 2 |     | Jü Li-csün 2 | Ying Tung Natatorium, Peking Játékvezetők: Moliner Molins (ESP), Hart (AUS) |

| 2008. augusztus 14. 9:30 (3:30) | Horvátország (CRO)   | 13–5 | Németország (GER) | Ying Tung Natatorium, Peking Játékvezetők: Moliner Molins (ESP), Argyros (GRE) |
| 2008. augusztus 14. 9:30 (3:30) | (4–1, 3–2, 2–1, 4–1) |      |                   | Ying Tung Natatorium, Peking Játékvezetők: Moliner Molins (ESP), Argyros (GRE) |
| 2008. augusztus 14. 9:30 (3:30) | Burić 3              |      | Politze 2         | Ying Tung Natatorium, Peking Játékvezetők: Moliner Molins (ESP), Argyros (GRE) |

| 2008. augusztus 16. 9:30 (3:30) | Németország (GER)    | 8–7 | Olaszország (ITA) | Ying Tung Natatorium, Peking Játékvezetők: Brguljan (MNE), Turcotte (CAN) |
| 2008. augusztus 16. 9:30 (3:30) | (2–1, 3–1, 0–2, 3–3) |     |                   | Ying Tung Natatorium, Peking Játékvezetők: Brguljan (MNE), Turcotte (CAN) |
| 2008. augusztus 16. 9:30 (3:30) | Schertwitis 2        |     | Calcaterra 3      | Ying Tung Natatorium, Peking Játékvezetők: Brguljan (MNE), Turcotte (CAN) |

| 2008. augusztus 18. 14:00 (8:00) | Egyesült Államok (USA) | 8–7 | Németország (GER) | Ying Tung Natatorium, Peking Játékvezetők: Margeta (SLO), Kiszelly (HUN) |
| 2008. augusztus 18. 14:00 (8:00) | (3–2, 2–1, 2–2, 1–2)   |     |                   | Ying Tung Natatorium, Peking Játékvezetők: Margeta (SLO), Kiszelly (HUN) |
| 2008. augusztus 18. 14:00 (8:00) | Powers, Wright 2       |     | Nossek 5          | Ying Tung Natatorium, Peking Játékvezetők: Margeta (SLO), Kiszelly (HUN) |

A 7–10. helyért
| 2008. augusztus 22. 17:00 (11:00) | Németország (GER)    | 9–13 | Görögország (GRE) | Ying Tung Natatorium, Peking Játékvezetők: Čirić (SRB), Patelli (BRA) |
| 2008. augusztus 22. 17:00 (11:00) | (3–3, 1–3, 2–4, 3–3) |      |                   | Ying Tung Natatorium, Peking Játékvezetők: Čirić (SRB), Patelli (BRA) |
| 2008. augusztus 22. 17:00 (11:00) | Nossek 3             |      | Dószkasz 6        | Ying Tung Natatorium, Peking Játékvezetők: Čirić (SRB), Patelli (BRA) |

A 9. helyért
| 2008. augusztus 24. 9:30 (3:30) | Olaszország (ITA)    | 10–8 | Németország (GER) | Ying Tung Natatorium, Peking Játékvezetők: Rak (CRO), Hart (AUS) |
| 2008. augusztus 24. 9:30 (3:30) | (4–3, 1–1, 1–1, 4–3) |      |                   | Ying Tung Natatorium, Peking Játékvezetők: Rak (CRO), Hart (AUS) |
| 2008. augusztus 24. 9:30 (3:30) | Calcaterra 5         |      | három játékos 2   | Ying Tung Natatorium, Peking Játékvezetők: Rak (CRO), Hart (AUS) |

| Csapat            | Helyezés |
| ----------------- | -------- |
| Németország (GER) | 10.      |